# Lista över avsnitt av Tummen mitt i handen
Detta är en avsnittslista till den amerikanska sitcomserien Tummen mitt i handen (originaltitel: Home Improvement), med Tim Allen i huvudrollen, som producerades av Touchstone Television mellan den 17 september 1991 och 25 maj 1999. Seriens 204 avsnitt (vardera omkring 23 minuter långa) utgörs av åtta säsonger. Till nästan alla avsnitt i de tre första säsongerna visas bloopers, efter epilogerna. På svenska har serien visats på TV3, Disney Channel och Kanal 9.

## Serieöverblick
| Säsong | Säsong | Avsnitt | Originalvisning   | Originalvisning |
| Säsong | Säsong | Avsnitt | Från              | Till            |
| ------ | ------ | ------- | ----------------- | --------------- |
|        | 1      | 24      | 17 september 1991 | 5 maj 1992      |
|        | 2      | 25      | 16 september 1992 | 19 maj 1993     |
|        | 3      | 25      | 15 september 1993 | 25 maj 1994     |
|        | 4      | 26      | 20 september 1994 | 23 maj 1995     |
|        | 5      | 26      | 19 september 1995 | 21 maj 1996     |
|        | 6      | 25      | 17 september 1996 | 20 maj 1997     |
|        | 7      | 25      | 23 september 1997 | 19 maj 1998     |
|        | 8      | 28      | 22 september 1998 | 25 maj 1999     |

## Avsnitt

### Säsong 1 (1991–1992)
| Nr i serien | Nr i säsongen | Titel                                | Regissör     | Manus                                              | Originalvisning   | Prod. kod |
| --- | ------------- | ------------------------------------ | ------------ | -------------------------------------------------- | ----------------- | --------- |
| 1 | 1             | "Pilot"                              | John Pasquin | Carmen Finestra, David McFadzean och Matt Williams | 17 september 1991 | 63294     |
| Tim byter ut familjens diskmaskinsmotor mot en superstark sådan, fastän hustrun Jill sagt emot innan, och när han ska visa maskinens effektivitet efteråt exploderar den. Jill är just då hemkommen från en arbetsintervju hon tror lyckats, och Tim blir tvungen att berätta om ett negativt telefonsamtal han fått från arbetsgivaren. Efter samtal med den väldigt mångkulturella och visa grannen Wilson (som tittarna under hela seriens gång aldrig får se hela ansiktet på) ber Tim Jill om ursäkt via Tool Time angående sin iver att effektivisera föremål. |               |                                      |              |                                                    |                   |           |
| 2 | 2             | "Mow Better Blues"                   | John Pasquin | Elliot Stern                                       | 24 september 1991 | A304      |
| Tim sätter in en stark MC-motor i sin gräsklippare vilket beräknas minska klippningstiden på tomten från en timme till fem minuter, men får en oväntad överraskning vid testkörningen. Tims son Mark råkar ha sönder ett av Tims favoritverktyg, och gömmer sig efter att hans storebröder Brad och Randy lurat i honom att han bytts ut mot en tidigare odräglig liten pojke, men Tim reder ut saken med honom. Notering: Avsnittet är en parodi av Spike Lees film Mo' Better Blues 1990. |               |                                      |              |                                                    |                   |           |
| 3 | 3             | "Off Sides"                          | John Pasquin | Marley Sims                                        | 1 oktober 1991    | A302      |
| Det är en viktig match för Detroit Lions, men Tim har dessvärre glömt att han och Jill ska ha en sedan länge planerad romantisk middag på restaurang. Jill har inte kunnat få tag på en barnvakt och hyr istället en gammal brittisk magiker, som pojkarna till slut låser in i en kista. |               |                                      |              |                                                    |                   |           |
| 4 | 4             | "Satellite on a Hot Tim's Roof"      | John Pasquin | Allison M. Gibson                                  | 8 oktober 1991    | A305      |
| Tim försöker få upp en parabolantenn för 200 Tv-kanaler på taket, och blir svartsjuk när Jill har besök av sin lärare som han misstänker stöter på henne. |               |                                      |              |                                                    |                   |           |
| 5 | 5             | "Wild Kingdom"                       | John Pasquin | Susan Estelle Jansen                               | 15 oktober 1991   | A303      |
| När Tim och pojkarna är nere i källaren hör de prasslande ljud och misstänker möss. Wilson däremot tror det är en orm – som Tim har fobi för – och när pojkarna har besök av skolkamrater försöker han istället visa mod vilket dock blir svårt när ormen till slut slingrar sig in i hans tröja från ett hål i väggen när han vänder bort blicken. Notering: Avsnittstiteln var i början "Wild Thing", efter Chip Taylors sång Wild Thing, men fick den alternativa titeln "Wild Kingdom" 1995. |               |                                      |              |                                                    |                   |           |
| 6 | 6             | "Adventures in Fine Dining"          | John Pasquin | Peter Tolan                                        | 22 oktober 1991   | A301      |
| Familjen Taylor blir utslängda från en pizzeria då pojkarna uppfört sig vårdslöst, och Jill tvingar Tim att lära dem gott bordsskick. Om han misslyckas blir han tvungen att gå på opera. |               |                                      |              |                                                    |                   |           |
| 7 | 7             | "Nothing More Than Feelings"         | John Pasquin | Peter Tolan                                        | 29 oktober 1991   | A306      |
| Tim upptäcker att Jill kört sin bil med lysande oljelampa i flera dagar, och när han tar upp det på Tool Time spårar det ur till en rejäl förödmjukelse för Jill. Randy tycker att han har flickhänder. |               |                                      |              |                                                    |                   |           |
| 8 | 8             | "Flying Sauces"                      | John Pasquin | Billy Riback och Elliot Stern                      | 5 november 1991   | A309      |
| Tims vänner från K&B Construction Company – byggarbetarna Dwayne Hoover (Gary McGurk), Pete Bilker (Mickey Jones) och Rock Lannigan (Casey Sander) – besöker Tool Time och visar matlagning med hjälp av verktyg. Brad och Randy får Mark att tro alla i hans omgivning är utomjordingar, Tim och Jill ger dem en riktig läxa med hjälp av Mark. |               |                                      |              |                                                    |                   |           |
| 9 | 9             | "Bubble, Bubble, Toil and Trouble"   | John Pasquin | Susan Estelle Jansen                               | 19 november 1991  | A310      |
| Efter att ha tittat i en katalog vill Tim renovera och förbättra familjens badrum via livesändning med Tool Time, men på grund av ett flertal hinder och misstag tar projektet hela 18 dagar till Jills stora frustration. Brad lyckas bjuda ut sin käresta i skolan, Jennifer (Jessica Wesson). |               |                                      |              |                                                    |                   |           |
| 10 | 10            | "Reach Out and Teach Someone"        | John Pasquin | Allison M. Gibson                                  | 26 november 1991  | A311      |
| Tim och Jill börjar gräla när Tim försöker lära Jill att rensa diskavloppet. För att bevisa att han är en resonabel lärare bjuder han in en grupp kvinnor på Tool Time för visning av avloppsrensning. Brad tror att han kommer att få ett fruktansvärt provresultat när Randy kallar honom idiot. Tim påbörjar bygget av sin Hot Rod. |               |                                      |              |                                                    |                   |           |
| 11 | 11            | "Look Who's Not Talking"             | John Pasquin | Billy Riback                                       | 10 december 1991  | A307      |
| Jill förbereder ett tal om psykologi på biblioteket, men får en allt större scenskräck. Tim och Mark klär ut sig till kvinnor för att hjälpa Jill som publik, och Tim och pojkarna städar huset. |               |                                      |              |                                                    |                   |           |
| 12 | 12            | "Yule Better Watch Out"              | John Pasquin | Billy Riback                                       | 17 december 1991  | A312      |
| Tim är med i den årliga tävlingen om kvarterets bästa juldekoration, och försöker främst slå sin ärkerival Doc Johnson (fiktiv person). Brad och Randy deltar i ett julspel i små roller. De berättar för Mark att jultomten är död, men en tomte dyker upp till slut. Alla tror det är Wilson, men i samma veva som tomten far vidare säger Wilson hej till familjen från sin gård. |               |                                      |              |                                                    |                   |           |
| 13 | 13            | "Up Your Alley"                      | John Pasquin | Billy Riback & Elliot Stern                        | 7 januari 1992    | A314      |
| Det är familjekväll, och Tim föreslår ett besök på bowlinghallen. Jill tycker att Tim verkar för tävlingsinriktad och räknar ej poäng, men med tiden spelar hon upp sig och utklassar Tim. Brad och Randy hamnar i bråk med ett par äldre grabbar i spelautomatrummet. |               |                                      |              |                                                    |                   |           |
| 14 | 14            | "For Whom the Belch Tolls"           | John Pasquin | Sheila M. Anthony                                  | 14 januari 1992   | A308      |
| Tims collegekamrat Stu Cutler (Christopher McDonald) kommer till staden och Tim bjuder hem honom, till Jills misstycke – och som väntat börjar Stu störa det planerade familjemyset med sitt vilt barnsliga beteende och goda minnen från collegetiden, men Wilson hjälper Tim att få Stu att förstå att det råder nya tider. |               |                                      |              |                                                    |                   |           |
| 15 | 15            | "Forever Jung"                       | John Pasquin | Carmen Finestra, David McFadzean och Matt Williams | 21 januari 1992   | A313      |
| Jills väninna Karen (Betsy Randle) kommer på besök, och Tim får stå upp för hennes kommentarer om Tims maskulinism och Tool Time. Av denna stress råkar han fastna med pannan mot ett bord smetat med "mirakellim". Jill lär Brad några danssteg tills han ska delta med Jennifer på hennes föräldrars bröllop. |               |                                      |              |                                                    |                   |           |
| 16 | 16            | "Jill's Birthday"                    | John Pasquin | Rosalind Moore                                     | 4 februari 1992   | A315      |
| Tim tror han har den bästa födelsedagspresenten till Jill; ett säsongskort på ett gym hon nyligen besökt, men planen får sig en hastig tvärvändning då hon får en rejäl träningsvärk och aldrig mer vill träna. Tim och Al besöker en klädaffär för alternativ, där det visar sig att Al är en trogen besökare för att träffa kvinnor. När Brad och Randy slösat bort sina presentpengar på basebollkort lurar de till sig pengar av Mark genom "lillebrorsskatt". |               |                                      |              |                                                    |                   |           |
| 17 | 17            | "What About Bob?"                    | John Pasquin | Susan Estelle Jansen                               | 11 februari 1992  | A317      |
| Bob Vila ska besöka veckans Tool Time, där han och Tim ska tävla i leken "Fråga verktygsmannen", och för att vinna tänker Tim med hjälp av Jill ut en klurig fråga han tror Bob ej kan svara på (Tim ser Bob som en näst intill fientlig rival, både mot honom och programmet, medan Al istället är ett fan). Tim råkar svinga en bräda mot Bobs bakhuvud. Bob svimmar, men Tim vill be om ursäkt även inför publiken och bjuder in honom igen. Randy hamnar i trubbel då han gjort ett hyss mot en pojke i skolan. Jill tvingar honom att bjuda hem pojken, Curtis (Aaron Freeman), som dock visar sig vara ännu mer irriterande än vad Randy påstått. Notering: Avsnittstiteln är en parodi av Bill Murray och Richard Dreyfuss film What About Bob?.                                                 |               |                                      |              |                                                    |                   |           |
| 18 | 18            | "Baby, It's Cold Outside"            | John Pasquin | B. K. Taylor                                       | 18 februari 1992  | A318      |
| Tims och Jills romantiska Alla hjärtans dag-resa får ändrade planer när Tims chef – Tool Times upphovsman – John Binford (Noble Willingham) ger Tim uppdraget att ta med sin familj på campingsemester med Binfords utrustning, filma och fotografera, och visa upp detta på Tool Time. Resan tar dock inte den utveckling Tim hoppats på. Brad utmanar en annan grabb om ett presenthjärta till Jennifer. |               |                                      |              |                                                    |                   |           |
| 19 | 19            | "Unchained Malady"                   | John Pasquin | Billy Riback                                       | 25 februari 1992  | A319      |
| Tim får ett osignerat kedjebrev (avsändaren är Al) innehållande en otursspådom för de närmaste dygnen, men misstänker skämt och slänger det. Spådomen visar sig dock stämma genom att Tims händer blir gröna då han råkar doppa dem i ett färgämne, och senare får han en blåtira av Jill då hon olyckligt träffar honom när de leker boxning. Randy kvaddar sin cykel då han hoppar med den. Boxaren George Foreman gästar Tool Time denna gång. |               |                                      |              |                                                    |                   |           |
| 20 | 20            | "Birds of a Feather Flock to Taylor" | John Pasquin | Marley Sims                                        | 3 mars 1992       | A320      |
| När Jill säger att hon och Tim ska på en operaföreställning till helgen, som hon påmint om tidigare i veckan, har han inget minne av att hon nämnt det förut och de börjar gräla. Under tiden får Mark hjälp av Tim att bygga ett fågelhus. Gästskådespelare: Ernest Borgnine och Jack Elam |               |                                      |              |                                                    |                   |           |
| 21 | 21            | "A Battle of Wheels"                 | John Pasquin | Laura Eve Anderson                                 | 17 mars 1992      | A321      |
| Jill börjar på en keramikkurs som hon utför hemma i garaget, samtidigt som Tim håller på med sin Hot Rod. Detta skapar en liten tvist mellan dem, men reds ut med hjälp av Wilsons råd. Samtidigt efter att Tim skämt ut Al på Tool Time låter han Al vara programledare nästa gång, vilket inte går något vidare och de byter tillbaka rollerna till slut. |               |                                      |              |                                                    |                   |           |
| 22 | 22            | "Luck Be a Taylor Tonight"           | John Pasquin | Allison M. Gibson och Marley Sims                  | 7 april 1992      | A316      |
| Tims pokerkväll hemma med sina kompisar blir förstörd när Jills syster Robin (Amy Ryan) och hennes man Charlie (Tom Verica) kommer och har ett stort gräl. |               |                                      |              |                                                    |                   |           |
| 23 | 23            | "Al's Fair in Love and War"          | John Pasquin | Elliot Stern                                       | 28 april 1992     | A322      |
| När Al fått syn på Greta Post (Jennifer Nash) i Tool Times studiopublik försöker han bjuda ut henne, men tabbar sig. Jill föreslår att paret bjuds på grillfest som Tim kan ordna, och Tim ger Al råd som dessvärre leder till att Al förlorar Greta men de lyckas ändå återförenas till slut. I en låda vid vårstädning finner Tim en av Jills dagböcker från tiden då de träffades. Jill upptäcker positiva effekter mellan Brad och Jennifer. |               |                                      |              |                                                    |                   |           |
| 24 | 24            | "Stereo-Typical"                     | John Pasquin | Carmen Finestra, David McFadzean och Matt Williams | 5 maj 1992        | A323      |
| Tim köper en rejäl stereoanläggning efter att högtalarna gått sönder på den föregående, men den är på tok för avancerad enligt Jill. Tim följer ej instruktionerna utan försöker få till anläggningen själv, eftersom "riktiga män inte behöver någon bruksanvisning" enligt honom, och lyckas bland annat med sitt ena rewire-experiment; ljudkänslig påslagning genom handklappningar. Senare, när han ska visa hela familjen de 500-watts-högtalarna med opera, sprängs nedervåningens alla fönsterrutor. Karlarna från K&B Construction (inklusive John "Juke" Logan, som sig själv), samt en kvinna med en fogsvans, kommer och spelar musik med verktyg på Tool Time. Notering: Redaktörerna Alex Gimenez och Marco Zappia tilldelades ett Emmy Award-pris 1992, för filmningen av detta avsnitt. |               |                                      |              |                                                    |                   |           |

### Säsong 2 (1992–1993)
| Nr i serien | Nr i säsongen | Titel                                             | Regissör     | Manus                                              | Originalvisning   | Prod. kod |
| --- | ------------- | ------------------------------------------------- | ------------ | -------------------------------------------------- | ----------------- | --------- |
| 25 | 1             | "Read My Hips"                                    | John Pasquin | B. K. Taylor                                       | 16 september 1992 | A324      |
| Jill har planerat en romantisk överraskningsmiddag för Tim, men han har gått till baren "Big Mike's" med Al och K&B-karlarna. När han ringer hem till Jill försöker hon med en flirtande röst, men Tim märker inget särskilt och blir borta två timmar längre än han sagt. Jill blir besviken för att Tim inte märker av hennes signaler, medan Tim önskar mycket tydligare signaler från henne. Brad undrarom en liten klapp på hans arm kan vara ett tecken på att Jennifer vill kyssa honom.                                                                                             |               |                                                   |              |                                                    |                   |           |
| 26 | 2             | "Rites & Wrongs of Passage"                       | John Pasquin | Susan Estelle Jansen                               | 23 september 1992 | A326      |
| Tim och Jill ger Brad utegångsförbud och straffarbete för ett hyss han begått på skolan, och för att han senare kastat sten på ett växthus med äldre kompisar. Detta innebär att Brad inte får följa med på Tims och pojkarnas planerade Monstertruckrally, men Jill tycker att Tim ska stanna hemma med Brad och istället följer hon Randy och Mark till rallyt. När Brad och Tim blir sams hjälps de åt i garaget att bygga på Hotroden, och Brad får kapa ett avgasrör med gasbrännare. Tool Time är på en skotsk friluftsfest, där herrskapet får klä sig i kilt.                       |               |                                                   |              |                                                    |                   |           |
| 27 | 3             | "Overactive Glance"                               | John Pasquin | Billy Riback                                       | 30 september 1992 | A327      |
| När Jill och Karen tittar på ett videoinspelat avsnitt med senaste Tool Time ser de att Tim spanar in en kvinnlig gäst när hon vänder ryggen till och går. Under en middag på restaurang vaktar Jill hans blickar. Tim har hela dagen haft vissa svårigheter med lim på sina händer, efter ett hjälpande experiment till Randy som haft svårt att få grepp om bollen i amerikansk fotboll. Notering: Debbe Dunnings första medverkande i serien, här som den (för Tim) iögonfallande Kiki von Fursterwallenscheinlaw, innan sin etablerade roll som Heidi Keppert från den tredje säsongen. |               |                                                   |              |                                                    |                   |           |
| 28 | 4             | "Groin Pulls, Groin Pains"                        | John Pasquin | Howard J. Morris                                   | 7 oktober 1992    | A325      |
| Tim sträcker ena ljumsken när han försöker imponera på Jill genom att bära en tung kartong fullastad med böcker. Randy har fått huvudrollen i en skolpjäs om Peter Pan, men skolan har inget anpassat redskap för flygningen vilket Tim gärna ställer upp med. |               |                                                   |              |                                                    |                   |           |
| 29 | 5             | "Heavy Meddle"                                    | John Pasquin | Rosalind Moore                                     | 14 oktober 1992   | A328      |
| Tim håller en killkväll med fokus på byggandet av sin Hot Rod, men blir svårt när herrarna fått med sig sina fruar och Jill ordnar grillfest. Al kommer också men luras på festtemat. Jill passar på att bjuda hem Karen och försöka para ihop henne med en av Tims gäster, Dave (Tony Carreiro). Pojkarna har problem med bröderna McGurn (fiktiva). |               |                                                   |              |                                                    |                   |           |
| 30 | 6             | "The Haunting of Taylor House"                    | John Pasquin | Susan Estelle Jansen                               | 28 oktober 1992   | A331      |
| Familjen Taylor har rustat upp hemmet till en ordentlig Halloweenfest för barnen. Jill har dock fått hem en felbeställd förklädnad. Brad har fått problem med Jennifer efter en lagsportsincident. Hon kommer till festen i en annan förklädnad än den hon och Brad planerat, och med sig har hon Danny (Rider Strong) som partner. Efter att Danny försökt sabba Tims skräckvisning "Catacombs of Terror" blir han istället ordentligt satt på plats av det riktiga numret, som Al och Wilson medverkar i.                                                                                 |               |                                                   |              |                                                    |                   |           |
| 31 | 7             | "Roomie for Improvement"                          | John Pasquin | Billy Riback                                       | 4 november 1992   | A332      |
| Jill tvingar Tim att bo borta några dygn eftersom Mark fått vattkoppor. Al erbjuder plats i sin lägenhet och Tim accepterar det, fastän han egentligen inte alls vill. Tim börjar alltmer tappa tålamodet med Al som bland annat dansar Squaredance och vill visa sin 96 timmar långa samling videoinspelningar från sin barndom. Tim utnyttjar ett tillfälle under natten och spelar upp det speciella ljudklippet på Tool Time dagen efter, som Al blir utskämd av – främst eftersom hans Indy 500-idoler Mario och Michael Andretti gästar programmet.                                   |               |                                                   |              |                                                    |                   |           |
| 32 | 8             | "May the Best Man Win"                            | John Pasquin | Maxine Lapiduss                                    | 11 november 1992  | A329      |
| När Tool Times ägare/upphovsman John Binford gifter sig med en ung snygg verktygsmodell utser han sin dotter Maureen (Vicki Lewis) som producent av Tool Time, vilket Al stöder fullt ut, men Tim tycker att hon tar över hans program. Samtidigt tvingas Tim ta över hushållet då Jill oväntat får ett jobb som forskare för tidningen Insider Magazine, och Tim lämnas konstigt nog utan råd av Wilson som är upptagen med att ta ett örtbad. |               |                                                   |              |                                                    |                   |           |
| 33 | 9             | "Where There's a Will, There's a Way"             | John Pasquin | Howard J. Morris                                   | 18 november 1992  | A333      |
| Jill bestämmer sig för att äntligen slutföra testamentet, som Tim däremot inte vill på grund av sin rädsla för dödlighet. Efter att Mark hört Tim prata med Wilson om sin död är han orolig för att hans far kommer dö, som Tims far (liksom Tim Allens far i verkligheten) gjorde när Tim var liten. Tim beställer en stor motorsåg till Tool Time, som han missbedömt storleken av på den bild han busat med Al, och Al får dit en egen fanclub i studiopubliken. |               |                                                   |              |                                                    |                   |           |
| 34 | 10            | "Let's Did Lunch"                                 | John Pasquin | Howard M. Gould                                    | 25 november 1992  | A330      |
| Dave ber Tim låtsas att de lunchade tillsammans föregående dag, när han egentligen träffar en annan kvinna, och ljuga för Karen. När Jill får reda på hemligheten blir Tim tvungen att ringa upp Dave som därefter blir dumpad av Karen, men senare får Tim reda på att Jill visste att Karen skulle göra slut med honom. Pojkarna bygger en katapult och skjuter sopor mot McGurns tomt som hämnd efter att Mark blivit indränkt i lera. |               |                                                   |              |                                                    |                   |           |
| 35 | 11            | "Abandoned Family"                                | John Pasquin | Rosalind Moore                                     | 2 december 1992   | A334      |
| När Jill denna vecka får några extra arbetstimmar genom att forska för tidningens täckmantel tar Tim över familjehushållet, men Jill blir missnöjd med hur Tim sköter huset när han "förbättrar" tvättmaskinen och torktumlaren (även om hans experiment med tvättmaskinen visade sig funka). Han glömmer göra pojkarnas luncher, och bränner vid en ingrediens till Marks pepparkakshus som ska på bakförsäljning. |               |                                                   |              |                                                    |                   |           |
| 36 | 12            | "I'm Scheming of a White Christmas"               | John Pasquin | B. K. Taylor                                       | 16 december 1992  | A335      |
| Brad och Randy börjar delta i en framgångsrik kundbearbetning i kvarteret för välgörenhet, men när de ska presentera sin insamlade summa pengar kan de inte hjälpa sig själva och stjäl en del av sin insamling för att köpa serietidningar och TV-spel. |               |                                                   |              |                                                    |                   |           |
| 37 | 13            | "Bell Bottom Blues"                               | John Pasquin | Susan Estelle Jansen                               | 6 januari 1993    | A336      |
| Tim klagar på Jill att hon har för mycket saker i sin garderob, men när hon städar ur den är allt som blir kastat ett par byxor och en sko, och Tim beslutar sig för att omforma garderoben. Under tiden försöker Brad få föräldrarna att skriva på ett "reseformulär" utan att de vet att det egentligen är en lapp från skolan om att Brad slog en kille där eftersom Tim kramade honom inför sina vänner. |               |                                                   |              |                                                    |                   |           |
| 38 | 14            | "Howard's End"                                    | Andy Cadiff  | Stacey Hur                                         | 13 januari 1993   | A337      |
| Jennifer lämnar sin guldfisk Howard till Brad att ta hand om medan hon är på semester, men han råkar döda den. Tim och Jill har en kamp om vem som äger vad när Jill öppnar ett checkkonto för sig själv. |               |                                                   |              |                                                    |                   |           |
| 39 | 15            | "Love is a Many Splintered Thing"                 | Andy Cadiff  | Billy Riback                                       | 20 januari 1993   | A338      |
| Jill tar ett kompatibilitetstest från tidningen, och resultaten visar att hon och Tim inte är kompatibla. Som hämnd skapar Tim ett test som avsiktligt visar att Jill inte är kvinnan för honom. Under tiden volonterar Randy att utföra en buktaleriakt för skolans talangjakt, men upptäcker att det är svårare än det ser ut. |               |                                                   |              |                                                    |                   |           |
| 40 | 16            | "Dances with Tools"                               | Andy Cadiff  | Rosalind Moore                                     | 3 februari 1993   | A339      |
| Det är Tim och Jills bröllopsdag, och Tim mutar Mark att berätta vad Jill har för present till honom. Efter att ha upptäckt att det är ratten från Mario Andrettis racerbil bestämmer han sig för att ge henne lektioner i sällskapsdansen Cha-cha-cha tillsammans med honom, men väl där gör han bort sig och lärarinnan skadar sig när hon ber Tim snurra henne. Al är barnvakt åt pojkarna under tiden. Wilson lär Tim de rätta dansstegen, och Tim imponerar därefter på Jill när han visar upp ett dansnummer inför en romantisk middag han ordnat.                                    |               |                                                   |              |                                                    |                   |           |
| 41 | 17            | "You're Driving Me Crazy, You're Driving Me Nuts" | Andy Cadiff  | Maxine Lapiduss                                    | 10 februari 1993  | A340      |
| Tim och Jill ska på en av Jills vänners bröllop, men Tim kör fel och de hamnar i Ohio vilket gör Jill frustrerad då Tim vägrar ta vägbeskrivningar från andra. Karen är barnvakt åt pojkarna, och de lurar henne i kortspel. |               |                                                   |              |                                                    |                   |           |
| 42 | 18            | "Bye Bye Birdie"                                  | Andy Cadiff  | Susan Estelle Jansen                               | 17 februari 1993  | A341      |
| En hackspett hackar på Taylors hus, och Tim blir tokig på att han har så svårt att bli av med den. Brad gör slut med Jennifer och när han sumpar ett matteprov skyller han på hjärtekross, men när Jennifer kommer förbi med hans skolbok och avslöjar att hon gjort hans läxor förklaras Brads misslyckande, så Jill och Tim tar till handledande tag för att höja hans betyg igen. |               |                                                   |              |                                                    |                   |           |
| 43 | 19            | "Karate or Not, Here I Come"                      | Andy Cadiff  | Billy Riback                                       | 24 februari 1993  | A342      |
| I hoppet om att Marks självförtroende ska öka när Brad och Randy fortsätter neka att leka med honom, sätter Tim och Jill honom i en karateklass efter ett inflytande av en speciell brädkapningsmetod demonstrerad på Tool Time. Dock börjar en pojke mobba Mark, vilket leder till en kamp mellan Jill och pojkens mamma. |               |                                                   |              |                                                    |                   |           |
| 44 | 20            | "Shooting Three to Make Tutu"                     | Andy Cadiff  | Howard M. Gould                                    | 3 mars 1993       | A343      |
| Jills dator kraschar så hon måste till jobbet och återskapa sitt arbete, och tvingar Tim att följa Mark till Svansjön-baletten istället för henne. Tim går motvilligt med, men när Wilson ger honom två första parkett-biljetter till en basketmach bestämmer han sig för att lämna baletten efter en halvtimme och gå till matchen istället. Brad och Randy lämnas ensamma hemma, och passar då på att röka en av Tims cigarrer. |               |                                                   |              |                                                    |                   |           |
| 45 | 21            | "Much Ado About Nana"                             | Andy Cadiff  | Howard J. Morris                                   | 17 mars 1993      | A344      |
| Jills mor, Jilian (Polly Holliday), kommer på besök för Marks födelsedag. Hennes presenter är ett trumset till Mark och en släktklenod till Jill, men istället för den antika klockan som hon älskar och verkligen vill ha ger Lilian henne en teservis som Jill inte vet varför hon fått. |               |                                                   |              |                                                    |                   |           |
| 46 | 22            | "Ex Marks the Spot"                               | Andy Cadiff  | Darrel Campbell & Billy Riback                     | 14 april 1993     | A345      |
| När Tims ex-flickvän från high school, Stacey Lewis (Kathleene Garrett), återvänder till staden bjuder Jill hem henne – vilket leder till att Stacey avslöjar en obehaglig hemlighet om Tim. |               |                                                   |              |                                                    |                   |           |
| 47 | 23            | "To Build or Not to Build"                        | Andy Cadiff  | Robert Zappia                                      | 5 maj 1993        | A348      |
| Till Mors dag beslutar Tim att var och en av pojkarna ska bygga något åt Jill. Brad och Mark lyckas göra smycken och receptlådor. Randy däremot vill inte bygga något eftersom han inte är intresserad av verktyg, så Tim konsulterar Wilson och Wilsons mor (som inte heller visar sitt ansikte) om vad man ska göra med Randy. Tool Time besöks åter av karlarna från K&B, som denna gång bjuder på skönsång för sina mödrar. |               |                                                   |              |                                                    |                   |           |
| 48 | 24            | "Birth of a Hot Rod"                              | Andy Cadiff  | Steve Gabriel                                      | 12 maj 1993       | A346      |
| Jill ber Tim att fixa isdispensern på kylskåpet, byta knopp på bakdörren och reparera gasbrännaren på spisen – men allt Tim är intresserad av nu är att få liv i motorn till sin Hot Rod. Jill ringer en reparatör, men när han kommer distraherar Tim honom med sin Hot Rod vilket förargar Jill. |               |                                                   |              |                                                    |                   |           |
| 49 | 25            | "The Great Race"                                  | Andy Cadiff  | Carmen Finestra, David McFadzean och Matt Williams | 19 maj 1993       | A347      |
| Bob Vila visar sig åter på Tool Time, och utmanar Tim i ett gräsklipparrace för välgörenhet. Fast besluten att slå Vila en gång för alla sätter Tim in en helikopterjetmotor i sin gräsklippare. Under tiden skapar Brad och Randy "Grodyngelsekretesslags-testet" för Mark, som vill att de ska leka med honom. Testet innebär att Mark ska ha ett levande grodyngel i munnen tre sekunder, men han råkar dessvärre svälja det. Notering: Betsy Randles sista medverkande som Karen, för att vidare medverka i sitcom-serien Boy Meets World.                                              |               |                                                   |              |                                                    |                   |           |

### Säsong 3 (1993–1994)
Denna säsong blev seriens mest framgångsrika, och fick en andraplats i Nielsen ratings.
| Nr i serien | Nr i säsongen | Titel                                               | Regissör        | Manus                                                             | Originalvisning   | Prod. kod |
| --- | ------------- | --------------------------------------------------- | --------------- | ----------------------------------------------------------------- | ----------------- | --------- |
| 50 | 1             | "Maybe, Baby"                                       | Andy Cadiff     | Bob Bendetson                                                     | 15 september 1993 | A349      |
| Jills syster Carol har fått barn. När Jill och Tim pratar om barnets namn, och Jill går igenom pojkarnas babyleksaker, önskar Jill att hon hade flicka. Efter att Tim berättat detta för Brad och Randy talar de om för Mark att Jill hade hoppats han blivit en flicka, detta upprör honom och framförallt när Jill vill baka en kaka med honom. När Jill får reda på vad pojkarna sagt till Mark reder hon ut detta med honom. Tim är också upprörd eftersom han inte vill ha fler barn, men känner sig okej igen när Jill insett att de inte skulle ha tid med ett till barn. På Tool Time välkomnas den nya "verktygsflickan" Heidi, sedan Lisa slutat för studier. |               |                                                     |                 |                                                                   |                   |           |
| 51 | 2             | "Aisle See You in My Dreams"                        | Andy Cadiff     | Elliot Shoenman och Marley Sims                                   | 22 september 1993 | A350      |
| Det är Als 35-årsdag och han önskar sig fru och barn, så Jill fixar ihop honom med Ilene Markham (Sherry Hursey). Al får reda på att också Ilene vill ha barn, och är så framåt att han friar till henne på Tool Time. (Al vill inte sluta som sin far – som var för gammal för att spela boll i parken med Al, när Al var liten.) Brad och Randy skriver ett brev till Mark, som låtsas vara från basketstjärnan Isiah Thomas, men därefter får Tim och Jill honom att hämnas. Gästskådespelare: David Graf som Chuck Norwood. |               |                                                     |                 |                                                                   |                   |           |
| 52 | 3             | "This Joke's for You"                               | Andy Cadiff     | Howard J. Morris                                                  | 29 september 1993 | A353      |
| Tim slutar både att dra skämt och ta risker på Tool Time, efter att ha installerat en porttelefon i hemmet och hört Randy säga till sin hembjudna kompis att Tool Time borde hetat "Fool Time" med tanke på Tims skämt och olycksaliga klantighet. Brad vill läsa "David Copperfield" så han kan prata med Jennifer, men han får reda på att det inte är magikern och Jennifer gör slut med honom vilket gör ondare för Jill än Brad. |               |                                                     |                 |                                                                   |                   |           |
| 53 | 4             | "A Sew, Sew Evening"                                | Andy Cadiff     | Rosalind Moore                                                    | 6 oktober 1993    | A352      |
| Tim har problem med sin nye granne, Joe Morton (Robert Picardo), efter att Joe bucklat delar av Tims Hot Rod. Jill däremot blir god vän med Joes hustru, Marie (Mariangela Pino). Brad registrerar sig på hemekonomi som tillvalsämne för att träffa tjejer, men hans plan går åt skogen eftersom alla andra grabbar i skolan gjort samma sak. |               |                                                     |                 |                                                                   |                   |           |
| 54 | 5             | "Arrivederci, Binford"                              | Andy Cadiff     | Elliot Shoenman                                                   | 13 oktober 1993   | A351      |
| Tim är rädd för att gråta efter att John Binford, hans chef och nära vän, dör i en hjärtinfarkt. Brad tror därmed att män inte får gråta. |               |                                                     |                 |                                                                   |                   |           |
| 55 | 6             | "Crazy for You"                                     | Andy Cadiff     | Bob Bendetson                                                     | 27 oktober 1993   | A354      |
| Det är Halloween och som vanligt tar Tim till med sina gamla knep, men Jill planerar själv ett spratt mot honom; Tim får kakor på Tool Time från en okänd beundrare vid namn Rose, men senare börjar märkliga saker hända. Han fortsätter bli uppringd av beundraren, Wilson säger att han tror hon är besatt av Tim som försöker gömma sig – men det är ingen idé. |               |                                                     |                 |                                                                   |                   |           |
| 56 | 7             | "Blow Up"                                           | Andy Cadiff     | Rosalind Moore och Howard J. Morris                               | 3 november 1993   | A355      |
| Tim har råkat ta fel foto på Jill till förstoring på hennes insamlingsmiddag på biblioteket. Under tiden tar Al med pojkarna på minigolf, och efter att Brad gjort en hole-in-one visar Al sig vara en något överdriven tävlingsmänniska. |               |                                                     |                 |                                                                   |                   |           |
| 57 | 8             | "Be True to Your Tool"                              | Andy Cadiff     | Bruce Ferber                                                      | 10 november 1993  | A356      |
| Wes Davidson (Joel Polis), ny ordförande i företaget Binford, får Tim att lansera ett dåligt och lättviktigt sågverktyg på Tool Time. Pojkarna går och handlar, och hittar ett sätt att spara pengar till godis. |               |                                                     |                 |                                                                   |                   |           |
| 58 | 9             | "Dollars and Sense"                                 | Andy Cadiff     | Bob Bendetson och Bruce Ferber                                    | 17 november 1993  | A358      |
| Pojkarna köper en radiostyrd modellbil för obligationer från sin mormor, och Jill fruktar det värsta från en gammal känd "Knäpp blodig polarbar"-incident. Tim säger att bilen ska vara en prydnad och ingen leksak, men när pojkarna ändå bestämmer sig för att i smyg leka med den går den sönder. Karlarna från K&B visar säkerhet och balans på Tool Time för höghöjdsarbete. |               |                                                     |                 |                                                                   |                   |           |
| 59 | 10            | "A Frozen Moment"                                   | Andy Cadiff     | Max Eisenberg                                                     | 24 november 1993  | A357      |
| På Thanksgiving bygger Tim en julmodellby och familjen har på sig kostymer, för ett perfekt julkort, dock orsakar snömaskinen problem. På Tool Time presenteras kompaniets specialdesignade "Mannens badrum". |               |                                                     |                 |                                                                   |                   |           |
| 60 | 11            | "Feud for Thought"                                  | Andy Cadiff     | Elliot Shoenman & Marley Sims                                     | 1 december 1993   | A359      |
| Tim följer Jill till Washington DC på hennes 20-åriga klassåterträff från gymnasiet, och Jill försöker undvika sin före detta vän Joanie Graham (Lee Garlington) som stal hennes pojkvän Jack (Michael Toland), men de pratar ut om saken inför middagen medan Tim och Jack försöker fixa en krånglande förstärkare till presentatörens mikrofon. Samtidigt hemma i Detroit får Al vara barnvakt åt pojkarna och Brads nya flickvän Ashley (Leigh Ann Orsi), en kväll som präglas av problem tills han får lite välbehövlig hjälp av Wilson. |               |                                                     |                 |                                                                   |                   |           |
| 61 | 12            | "'Twas the Blight Before Christmas"                 | Andy Cadiff     | B. K. Taylor                                                      | 15 december 1993  | A361      |
| Tim försöker på nytt slå Doc Johnson i kvarterets julbelysningstävling, men Randy läcker ut information till Docs barnbarn. Brad vill åka alpint i Boyne Mountain med en kompis över jul istället för att fira med familjen, vilket han blir besviken över då han inte får för Jill och Tim eftersom det skulle bryta familjetraditionen och för att Mark medverkar i kyrkokören. |               |                                                     |                 |                                                                   |                   |           |
| 62 | 13            | "Slip Sleddin' Away"                                | Andy Cadiff     | Rosalind Moore och Howard J. Morris                               | 5 januari 1994    | A363      |
| Randy förlorar ett slädrace mot sin fiende Vinnie McGurn, och efter Tims inrådan att ta revansch med en bättre släde knuffar Vinnie av Randy som stukar handleden. Samtidigt överväger Brad att sluta ta saxofonlektioner. |               |                                                     |                 |                                                                   |                   |           |
| 63 | 14            | "Dream On"                                          | Andy Cadiff     | Paul Wolff                                                        | 12 januari 1994   | A360      |
| Al har ingen lust att tacka ja när Tim och Jill vill bjuda honom och Ilene på middag, efter att Ilene natten innan haft en romantisk/erotisk dröm om Tim ridandes på en gyllene hingst i tajta cykelshorts. Ändå bestämmer de sig för att komma, men väl där kan inte Tim hålla sig för att få drömmen på tal, vilket skämmer ut Ilene och hon dumpar Al eftersom han inte bör sprida sådana privata angelägenheter till andra. Lyckligt nog återförenas de till slut trots allt. |               |                                                     |                 |                                                                   |                   |           |
| 64 | 15            | "Reel Men"                                          | Peter Filsinger | Ron Bloomberg                                                     | 26 januari 1994   | A362      |
| Medan Jill bjuder hem Ilene och Marie på filmkväll med hårborttagning far Tim och Al till ett skjul vid fiskeområdet Saginaw Bay (sydvästra Lake Huron) och isfiskar för att komma ut ur huset, trots -22 °C, och problem uppstår när de inte får napp. De blir fast där när Tim tappar bilnycklarna i sjön efter att ha trillat i då han försökt förstora fiskehålet, men får hjälp av Wilson som befunnit sig i närheten – som för övrigt påstår att det råder bäst fiske i denna sjö på flera år. |               |                                                     |                 |                                                                   |                   |           |
| 65 | 16            | "The Colonel"                                       | Andy Cadiff     | Rosalind Moore och Howard J. Morris                               | 9 februari 1994   | A365      |
| Jills far, arméöverste Fred Patterson (M. Emmet Walsh), kommer på besök och de båda har länge haft ett ansträngt förhållande med viss oförmåga att prata öppet med varandra. Hon får det inte lättare av att fadern ber om hennes åsikt om en bok han skrivit om sin militärkarriär, då hon egentligen tycker boken är ointressant. Samtidigt bygger Tim en puckskytt åt Randy som blivit ishockeymålvakt. |               |                                                     |                 |                                                                   |                   |           |
| 66 | 17            | "Room for Change"                                   | Andy Cadiff     | Jon Vandergriff                                                   | 2 mars 1994       | A367      |
| Brad och Randy är less att dela rum med varandra. Randy tycker att Brad sitter för mycket i telefon och påverkar hans fokus på läxor, medan Brad tycker Randy stör honom. Tim separerar dem så Brad flyttar in i Marks rum och Mark får bo med Randy. |               |                                                     |                 |                                                                   |                   |           |
| 67 | 18            | "The Eve of Construction"                           | Andy Cadiff     | Rosalind Moore, Howard J. Morris, Elliot Shoenman och Marley Sims | 9 mars 1994       | A366      |
| Tim går med på att bygga ett hus för Mänsklig Livsmiljö (Habitat for Humanity) på Tool Time med kända idrottare som medhjälpare, men Al och Jill utmanar honom med att bilda ett damlag och tävla om vilket lag som bygger snabbast. Samtidigt får Brad bekymmer efter att ha gett en upphittad medaljong till Ashley, den visar sig tillhöra en av Jills vänner. Gästskådespelare: Jimmy Carter, Kimberly Clarice Aiken, John Elway, Eric Hipple, Evander Holyfield och Sean Jones som sig själva. |               |                                                     |                 |                                                                   |                   |           |
| 68 | 19            | "Too Many Cooks"                                    | Andy Cadiff     | Bob Bendetson och Bruce Ferber                                    | 16 mars 1994      | A364      |
| När Irma (Angela Paton) inte kan vara värd för sitt program "Matlagning med Irma" på en vecka frågar hon Al om han kan ta över den platsen och Tim bli hans assistent. Tim har svårt att inte få vara i centrum för uppmärksamheten, men när Jill visar honom att han kan hjälpa henne bestämmer han sig för att fortsätta assistera Al. Randy har svårt att prata med en flicka, Beth (Anndi McAfee), i klassen. |               |                                                     |                 |                                                                   |                   |           |
| 69 | 20            | "It Was the Best of Tims, It Was the Worst of Tims" | Andy Cadiff     | Rosalind Moore och Howard J. Morris                               | 30 mars 1994      | A368      |
| När Tim charmar Jills hembjudna väninnor på babyuppvaktning vill Jill ha en romantisk kväll med honom, men han har planerat att ta med sig pojkarna till en motorsportfestival vilken han kommer hem från då Jill ligger beredd i sängen. Väl då gör han istället Jill äcklad, genom att rapa och fisa av nachosen. |               |                                                     |                 |                                                                   |                   |           |
| 70 | 21            | "Fifth Anniversary"                                 | Andy Cadiff     | Howard Bendetson Art Everett                                      | 6 april 1994      | A369      |
| Efter att ha bränt sex månaders budget på teamets specialdesignade "Mannens kök" kämpar Tim med att hitta en bra idé till firandet av femårsjubileet av Tool Time; det allra första avsnittet av Tool Time visas, vilket innehöll ombytta roller då Tim hade helskägg istället för Al (det enda tillfället i serien som Richard Karn visar sig slätrakad). |               |                                                     |                 |                                                                   |                   |           |
| 71 | 22            | "Swing Time"                                        | Andy Cadiff     | B. K. Taylor                                                      | 4 maj 1994        | A371      |
| Tim och pojkarna planerar ett utomhusbadkar som Morsdags-present till Jill, och således ta bort gungställningen på bakgården – men det visar sig att gungställningen betyder mer för henne än vad de trott, och hon önskar sig hellre en örtträdgård än ett badkar. På Tool Time möter Tim en kvinnlig ny medlem från K&B Construction, Les (Victoria Principal), i en frågetävling om verktyg. Gästkådespelare: Drake Bell som Pete, Jr. |               |                                                     |                 |                                                                   |                   |           |
| 72 | 23            | "What You See is What You Get"                      | Andy Cadiff     | Tim Allen och Diane Ford                                          | 11 maj 1994       | A370      |
| Efter att ha forskat om plastikkirurgi på datorn misstänker Jill att Tim tycker hon ska genomgå en sådan. Mark slår Brad och Randy i ett TV-spel och schack. Notering: Det enda avsnittet I serien med manus av Tim Allen. |               |                                                     |                 |                                                                   |                   |           |
| 73 | 24            | "Reality Bytes"                                     | Peter Filsinger | Matthew Miller och Barrie Nedler                                  | 18 maj 1994       | A372      |
| En kvinna nappar på Randys meddelande i en datingssajt. Randy låtsas vara en 32-årig man, och hon kommer på besök. Tim försöker hjälpa Mark med ett skolprojekt om solsystemet och bygger en modell. Besättning från rymdskeppet STS-61 gästar Tool Time. |               |                                                     |                 |                                                                   |                   |           |
| 74 | 25            | "The Great Race II"                                 | Andy Cadiff     | Jon Vandergriff                                                   | 25 maj 1994       | A373      |
| Efter att Bob Vila omsatt mer pengar än Tim till Jills biblioteksinsamling utmanar de varandra i ett race, denna gång med Tims halvfärdiga Hot Rod och Bob med sin Roadster från 1934. |               |                                                     |                 |                                                                   |                   |           |

### Säsong 4 (1994–1995)
Tummen mitt i handen hade flest tittare och högst omdöme av de amerikanska TV-serierna under hösten 1994 i denna säsong. Seriens huvudperson Tim Allen medverkade i filmen Nu är det jul igen  och skrev boken Don't Stand Too Close to a Naked Man, vid sidan av inspelningen av denna säsong.
| Nr i serien | Nr i säsongen | Titel                                     | Regissör        | Manus                                              | Originalvisning   | Prod. kod |
| --- | ------------- | ----------------------------------------- | --------------- | -------------------------------------------------- | ----------------- | --------- |
| 75 | 1             | "Back in the Saddle Shoes Again"          | Andy Cadiff     | Bruce Ferber                                       | 20 september 1994 | A501      |
| Jill har blivit uppsagd från sitt jobb, och funderar på att återgå till studier för att ta examen i psykologi. Tim är tveksam till Jills idé, men hon bryr sig inte om vad han anser. Saker och ting förändras efter ett samtal mellan Tim och Wilson i slutet. |               |                                           |                 |                                                    |                   |           |
| 76 | 2             | "Don't Tell Momma"                        | Andy Cadiff     | Rosalind Moore och Howard J. Morris                | 27 september 1994 | A504      |
| Tim upptäcker och irriterar sig på en repa på Jills Chevrolet Nomad (som han tidigare gav henne i present), som hon fyllt igen med nagellack som matchade färgen. Då Tims bil är i en butik lånar han istället Jills till en special-livesändning med Tool Time, men väl där tappar han en tre ton tung stålbalk över den med en mobilkran och bilen blir totalkvaddad. Därefter ljuger han för Jill och säger att det bara är en buckla, men senare får hon se bilen i butiken när hon ska hämta en bok i den. Brad och Randy blir avslängda från bussen som eftersom de gjort ett hämndspratt på Vinnie McGurn.                                                      |               |                                           |                 |                                                    |                   |           |
| 77 | 3             | "Death Begins at Forty"                   | Andy Cadiff     | Bob Bendetson                                      | 4 oktober 1994    | A503      |
| Tim börjar bli orolig för sin hälsa då hans 40-årsdag närmar sig, och Harry Turner (Blake Clark) på järnaffären Harry’s Hardware får en hjärtinfarkt men överlever. Tim avbryter sina födelsedagsplaner, men går vidare efter samtal med Harry och en medicinsk rapport. Tim och Al krymper sig till miniatyrer i Tool Times kamerabild, för att gå inuti en bilmotor. |               |                                           |                 |                                                    |                   |           |
| 78 | 4             | "The Eyes Don't Have It"                  | Andy Cadiff     | Jon Vandergriff                                    | 11 oktober 1994   | A505      |
| Mark har nyligen fått problem och hänger inte med i skolan, och Tim och Jill har ett möte med Marks lärare. Tim och Jill börjar förhöra Mark om vad som hänt, men han säger att inget är fel och Jill börjar tro att de kanske försummar honom – men det visar sig att Mark har blivit närsynt och behöver glasögon, varför han inte sett vad hans fröken skriver tavla. Mark är orolig för att han kommer att se ut som en tönt. |               |                                           |                 |                                                    |                   |           |
| 79 | 5             | "He Ain't Heavy, He's Just Irresponsible" | Andy Cadiff     | Elliot Shoenman och Marley Sims                    | 18 oktober 1994   | A502      |
| Tim installerar ett centralt dammsugarsystem i huset, och hans bror Marty Taylor (William O'Leary) kommer på besök. Marty säger att han tänker lämna sin fru Nancy och sina barn, men Tims råd vänder Marty emot honom. Tim gör ett stort hål i golvet för sugsystemet och fäster en dammsugarslang i väggen, och Jill har problem med att bearbeta sin psykologiuppsats. |               |                                           |                 |                                                    |                   |           |
| 80 | 6             | "Borland Ambition"                        | Andy Cadiff     | Bob Bendetson och Bruce Ferber                     | 25 oktober 1994   | A506      |
| Harry erbjuder sig att sälja 20 procent av järnaffären till Tim. Jill låter ej Tim köpa denna andel, så Al gör det istället. Al blir besatt av butiken vilket gör alla i hans omgivning galna; bland annat skippar han en dejt med Ilene och gör reklam för butiken via Tool Time, vilket får Tim att konfrontera honom. Brad och Randy försöker slå Mark i en maskeradtävling, där Mark klär sig som Al och vinner eftersom Als mamma är huvuddomare. |               |                                           |                 |                                                    |                   |           |
| 81 | 7             | "Let's Go to the Videotape"               | Andy Cadiff     | Howard J. Morris                                   | 8 november 1994   | A507      |
| Efter en inspelning av Jills tal råkar Tim olyckligtvis glömma inspelningsknappen på medan han kritiserar talet. När Jill sett videon läser Tim några av hennes psykologiböcker och spelar in ett fejkat samtal med sina kompisar som ger Jill komplimanger. Mark försöker ”vara en person”. |               |                                           |                 |                                                    |                   |           |
| 82 | 8             | "Quibbling Siblings"                      | Andy Cadiff     | Paul Wolff                                         | 15 november 1994  | A508      |
| Als favoritperson på Bingo dör, så Tim måste ersätta Al med en annan assistent på Tool Time. Brad är intresserad av detta, och Tim tillåter honom att delta, då uppgiften är att såga ut träskulpturer. Detta gör Randy lite avundsjuk. |               |                                           |                 |                                                    |                   |           |
| 83 | 9             | "My Dinner with Wilson"                   | Andy Cadiff     | Elliot Shoenman och Marley Sims                    | 22 november 1994  | A510      |
| På Thanksgiving-middagen med Taylors meddelar Wilson att han tänker flytta Ecuador, men Tim ger honom råd i hopp om att stanna kvar. Det visar sig att denna kris har att göra med Wilsons hustrus bortgång för 15 år sedan. Under tiden finns det en död råtta i en vägg hos Taylors. Notering: Första scenerna som utspelar sig inne i Wilsons hus. Gästskådespelare: James Cromwell som Fred, och Julie Cobb som Francine. |               |                                           |                 |                                                    |                   |           |
| 84 | 10            | "Ye Olde Shoppe Teacher"                  | Andy Cadiff     | Howard J. Morris                                   | 29 november 1994  | A509      |
| Tims gamle slöjdlärare Art Leonard (Dick O'Neill) kommer på besök, men blir arg och sticker efter att Tim sagt honom på Tool Time vad han kan och inte kan göra. |               |                                           |                 |                                                    |                   |           |
| 85 | 11            | "Some Like It Hot Rod"                    | Andy Cadiff     | Neil Kramer och Ned Teitelbaum                     | 6 december 1994   | A511      |
| Tim upptäcker att han kan få med sin Hot Rod i en större tidning, men Jills besatthet av Marks julparad får henne att backa ur och lämna Hotroden i en snöstorm – och Tim har mindre än en dag på sig att tina upp den innan bilden. |               |                                           |                 |                                                    |                   |           |
| 86 | 12            | "'Twas the Night Before Chaos"            | Andy Cadiff     | Rosalind Moore                                     | 13 december 1994  | A513      |
| Marty och Nancy (Jensen Daggett) med barnen Claire och Gracie, och Jills föräldrar, kommer och besöker Taylors över jul. Jill upptäcker att föräldrarna har kommunikationsproblem mellan sig, och när hon försöker hjälpa till att lösa detta blir saken snarare försämrad. Tim lyckas slutligen få lite klokhet i sin svärfar, och de hjälps åt med Tims traditionella tak-julpyntning. Notering: Det enda avsnittet som Jills föräldrar medverkar tillsammans. Anmärkning: I detta avsnitt insisterar Jill på att hennes far Fred alltid kallar Tim för "hej, du". I avsnittet "The Colonel" (avsnitt 16 i tredje säsongen) tilltalar han Tim med hans riktiga namn. |               |                                           |                 |                                                    |                   |           |
| 87 | 13            | "The Route of All Evil"                   | Andy Cadiff     | Lloyd Garver                                       | 3 januari 1995    | A512      |
| Brad tar på sig ansvaret för en tidningsrunda, har dock inte tid och kraft med både detta och sina läxor men vill inte sluta eftersom han tror det skulle uppröra Tim. Brad lejer Randy och Mark för sina sysslor mot betalning, vilket leder till en viss kompromiss med Tim och Jill. Grannen Marie hjälper Jill att laga middag medan Jill har tentor. |               |                                           |                 |                                                    |                   |           |
| 88 | 14            | "Brother, Can You Spare a Hot Rod?"       | Andy Cadiff     | Jon Vandergriff                                    | 10 januari 1995   | A514      |
| Tim bestämmer sig för att sälja sin Hot Rod till pizzaentreprenören Doug O'Brien (Bruce McGill), vilket upprör Brad med tanke på all tid de har lagt ned på den. Under tiden tar Jill med Randy för att köpa nya kläder, och han är rädd att hon ska genera honom inför någon han känner. Gästskådespelare: Jay Leno |               |                                           |                 |                                                    |                   |           |
| 89 | 15            | "Super Bowl Fever"                        | Andy Cadiff     | Rosalind Moore och Howard J. Morris                | 31 januari 1995   | A517      |
| Tim har en Super Bowl-fest med sina polare, medan Jill ligger till sängs i influensa. |               |                                           |                 |                                                    |                   |           |
| 90 | 16            | "Bachelor of the Year"                    | Peter Filsinger | Rosalind Moore                                     | 7 februari 1995   | A515      |
| När Al publiceras i en tidning som en av ”Detroits mest kvalificerade ungkarl” börjar kvinnorna att flockas runt honom, och han börjar ignorera Ilene. Mark får uppgiften att skriva om den mest intressanta personen han vet, och skriver om Wilson istället för Tim. Gästskådespelare: Lucy Liu |               |                                           |                 |                                                    |                   |           |
| 91 | 17            | "It's My Party"                           | Andy Cadiff     | Thad Mumford                                       | 14 februari 1995  | A516      |
| Tim vaxar dansgolvet för mycket när han ska buffra det till Randys fest i källaren, vilket orsakar att Randys käresta Michelle (Kimberly Cullum) halkar och stukar ena vaden och de tar med henne till sjukhuset. |               |                                           |                 |                                                    |                   |           |
| 92 | 18            | "A House Divided"                         | Andy Cadiff     | Bruce Ferber och Lloyd Garver                      | 21 februari 1995  | A518      |
| Tims vän Benny flyttar in i sin mosters hus medan hon är bortrest, men en gasläcka får huset att explodera när Tool Time haft livesändning där i ett försök att laga läckan. Benny får bo hos Taylors medan huset återuppbyggs av Tim och de andra, innan mostern kommer tillbaka. |               |                                           |                 |                                                    |                   |           |
| 93 | 19            | "The Naked Truth"                         | Andy Cadiff     | Elliot Shoenman och Marley Sims                    | 28 februari 1995  | A520      |
| När Marty och Nancy tillfälligt bor hos Taylors smyger Tim till duschen då han tror det är Jill, men det är Nancy. Under tiden är Randy på en Bar Mitzvah, och måste hem efter att ha spräckt byxorna. |               |                                           |                 |                                                    |                   |           |
| 94 | 20            | "Talk to Me"                              | Andy Cadiff     | Carmen Finestra, David McFadzean och Matt Williams | 14 mars 1995      | A519      |
| Tim råkar stoppa middagen i avfallskvarnen, glömmer bort hushållssysslor och tappar Jills vigselring i golvventilen mellan köket och källaren. När Jill undrar vad det är med Tim önskar hon ett mer öppet förhållande och vill prata ut med Tim, men han ignorerar henne, och när han tar upp detta på Tool Time förolämpas Jill. Gästskådespelare: Dave Chappelle och Jim Breuer Notering Detta avsnitt ledde till spinoff-serien Buddies. |               |                                           |                 |                                                    |                   |           |
| 95 | 21            | "No, No, Godot"                           | Andy Cadiff     | Bob Bendetson                                      | 21 mars 1995      | A521      |
| Tim och Al skalperar biljetter till en ishockeymatch när Tim inte kan gå, men de arresteras och Jill och Ilene hjälper dem ut. Under tiden ritar Mark som skoluppgift en skiss över Wilsons ansikte medan Wilson ser efter pojkarna. Brad och Randy försöker smyga ut till en fest. Gästskådespelare: Max Gail |               |                                           |                 |                                                    |                   |           |
| 96 | 22            | "Tool Time After Dark" (Del 1)            | Andy Cadiff     | Elliot Shoenman och Marley Sims                    | 11 april 1995     | A525      |
| Efter läggdags har Tim magbesvär då han ätit för mycket polsk mat, och trots Jills råd stannar han uppe hela natten och tittar på en samling videoinspelningar från Tool Time. |               |                                           |                 |                                                    |                   |           |
| 97 | 23            | "Tool Time After Dark" (Del 2)            | Andy Cadiff     | Elliot Shoenman och Marley Sims                    | 11 april 1995     | A526      |
| Tim fortsätter att se Tool Time-samlingen medan han kurerar magen. Notering: Originalet var en timme lång inspelning, men klipptes i två delar för syndikering. På DVD-utgåvan släpptes detta som fullängd-originalet. |               |                                           |                 |                                                    |                   |           |
| 98 | 24            | "Sisters and Brothers"                    | Andy Cadiff     | Rosalind Moore                                     | 2 maj 1995        | A524      |
| Jills syster Carrie (Tudi Roche) kommer på besök, Tims bror Martys flyttplaner stoppas av ett halt golv och Als bror Cal avslöjar en hemlighet från barndomen. |               |                                           |                 |                                                    |                   |           |
| 99 | 25            | "A Marked Man"                            | Peter Filsinger | Jon Vandergriff                                    | 9 maj 1995        | A523      |
| Al berättar för Tim och Jill att en av sönerna kan ha stulit en fickkniv. De tror inte att pojkarna skulle stjäla, men de hittar senare kniven i Marks ficka vid tvätten. |               |                                           |                 |                                                    |                   |           |
| 100 | 26            | "Wilson's Girlfriend"                     | Andy Cadiff     | Howard J. Morris                                   | 23 maj 1995       | A522      |
| Jill fixar en träff mellan hennes psykologiprofessor och Wilson, Wilsons första dejt på 20 år och I ombytta roller ger Tim honom råd. Brad får en fruktansvärd finne, som han försöker dölja med smink. |               |                                           |                 |                                                    |                   |           |

### Säsong 5 (1995–1996)
| Nr i serien | Nr i säsongen | Titel                               | Regissör        | Manus                               | Originalvisning   | Prod. kod |
| --- | ------------- | ----------------------------------- | --------------- | ----------------------------------- | ----------------- | --------- |
| 101 | 1             | "A Taylor Runs Through It"          | Andy Cadiff     | Bruce Ferber och Lloyd Garver       | 19 september 1995 | A528      |
| Tim försöker klämma in sport för sig och pojkarna under Jills kusinbröllop. När Jill tröttnat på att skriva sitt bröllopstal åker hon vattenskidor med pojkarna, men skadar sig. |               |                                     |                 |                                     |                   |           |
| 102 | 2             | "The First Temptation of Tim"       | Andy Cadiff     | Howard J. Morris                    | 26 september 1995 | A527      |
| Efter att Bud Harper (Charles Robinson) sparkat Wes är Tim orolig ifall Tool Time ligger i riskzonen. Men Bud vill endast sparka Al för att förbättra programmets omdöme. Brad fortsätter att få kvarsittning. Notering: Shirley Prestias första framträdande som Delores. |               |                                     |                 |                                     |                   |           |
| 103 | 3             | "Her Cheatin' Mind"                 | Andy Cadiff     | Ruth Bennett                        | 3 oktober 1995    | A531      |
| Efter att Tim känt sig hotad av en av Jills klasskamrater ansluter han sig till Jills bokklubb som läser "Madam Bovary", och senare "Fontänhuvudet". Tim tror att Chris är Jills själsfrände, innan hon säger att Tim är det. |               |                                     |                 |                                     |                   |           |
| 104 | 4             | "Jill's Surprise Party"             | Andy Cadiff     | Elliot Shoenman och Marley Sims     | 17 oktober 1995   | A529      |
| När Tim har bjudit hem alla till överraskningsfest på Jills 40-årsdag (då det i själva verket är 39-årsdagen) letar hon intensivt efter ett gammalt piano, som hennes kusin har och som Tim gjort om till ett akvarium med ett cirkulerande tåg, men Tim och pojkarna köper och återställer det. Tim bjuder också in en kvinna som Jill hatar – tills hon dyker upp, först efter festen på grund av Tims bristfälliga vägbeskrivning. Bud försöker få Al att ändra utstyrsel, vilket får honom att uppleva flanelltillbakadragande. Jills mycket begränsade pianokunskaper får Tim att undra hur länge det tar innan det blir ett akvarium på nytt. |               |                                     |                 |                                     |                   |           |
| 105 | 5             | "Advise and Repent"                 | Andy Cadiff     | Rosalind Moore                      | 24 oktober 1995   | A532      |
| När Jill får högsta betyg på sin psykologiuppsats börjar hon ge råd i psykiatri, vilket orsakar äktenskapsproblem för Randys flickvän Michelles föräldrar. Tim råkar tappa Als sköldpadda ”Scooter” i cement, och veterinären de besöker är Michelles mamma. |               |                                     |                 |                                     |                   |           |
| 106 | 6             | "Let Them Eat Cake"                 | Andy Cadiff     | Jon Vandergriff                     | 31 oktober 1995   | A530      |
| Brad håller en Halloweenfest för sina nya klasskamrater, medan Mark är sjuk. Under tiden är Tim, Jill, Al, Ilene och Heidi på en gala och hoppas få pris för Tool Time. Det ser ut som om "Matlagning med Irma" kommer att vinna på nytt, men för första gången utses Tool Time till bästa program. |               |                                     |                 |                                     |                   |           |
| 107 | 7             | "The Look"                          | Andy Cadiff     | Elliot Shoenman och Marley Sims     | 7 november 1995   | A533      |
| Tim får “blicken” av Jill när hon får veta att han spenderat 4 000 dollar på säsongsbiljetter till Detroit Pistons av Bud. Tim medger för Wilson att han blev skrämd av ”blicken”, och efter råd säljer han några biljetter till vänner. |               |                                     |                 |                                     |                   |           |
| 108 | 8             | "Room Without a View"               | Andy Cadiff     | Jon Vandergriff                     | 14 november 1995  | A534      |
| Tim bygger om källaren till ett nytt rum som Randy får, för att slippa dela rum med Mark. Randy börjar dock uppleva rummet som läskigt om nätterna, men vågar inte medge detta. |               |                                     |                 |                                     |                   |           |
| 109 | 9             | "Chicago Hope"                      | Andy Cadiff     | Teresa O'Neill                      | 21 november 1995  | A536      |
| Jill planerar en romantisk kväll på ett autentiskt japanskt hotell med Tim när de åker till Chicago, men Tims affärsmöte drar ut på tiden. Tim, Bud, Wilson och affärsombudet är överallt i hotellet. |               |                                     |                 |                                     |                   |           |
| 110 | 10            | "Doctor in the House"               | Andy Cadiff     | Bruce Ferber och Lloyd Garver       | 28 november 1995  | A535      |
| Jill, Wilson och Al är arga när Tim får en heders-Ph.D.. Tim får senare reda på att han fick detta för att kollegiet skulle använda honom att få ytterligare finansiering, sedan han fick ett TV-program. Notering: Detta avsnitt blev resultatet av att Tim Allen fick samma Ph.D, och därför fick rollfiguren samma värdighet. |               |                                     |                 |                                     |                   |           |
| 111 | 11            | "That's My Momma"                   | Andy Cadiff     | Rosalind Moore och Howard J. Morris | 5 december 1995   | A537      |
| När Tims mamma Lucille Taylor (Bonnie Bartlett) återvänder börjar hon att dejta Tims gamla slöjdlärare Art, och vill inte umgås med Tim. |               |                                     |                 |                                     |                   |           |
| 112 | 12            | "'Twas the Flight Before Christmas" | Andy Cadiff     | Jon Vandergriff                     | 12 december 1995  | A538      |
| På julafton blir Tim och Al fast på flygplatsen i Alpena, Michigan, på väg till Binfords vinterfestival. Ilene tvingar Al att välja mellan henne och hans mamma. Pojkarna slår Doc Johnson i årets julbelysningstävling. |               |                                     |                 |                                     |                   |           |
| 113 | 13            | "Oh, Brother"                       | Andy Cadiff     | Ruth Bennett                        | 9 januari 1996    | A539      |
| Tim anställer Marty (som förlorade sitt jobb) till att bygga om Tool Times uppsättning, men deras vänskap får sig en törn när Tim klagar på Martys arbetsprestation. Brad skaffar sig en ny flickvän; en ny tjej i kvarteret, som pratar fortare än någon kan lyssna. |               |                                     |                 |                                     |                   |           |
| 114 | 14            | "High School Confidential"          | Andy Cadiff     | Bruce Ferber och Lloyd Garver       | 16 januari 1996   | A540      |
| När Tim och Jill får reda på att Randy får kvarsittning på grund av bristande engagemang med arbetet kommer de överens om att förse honom med matematik och naturorienterade ämnen från high school – vilket gör Brad, som just börjat få sina betyg höjda avsevärt, avundsjuk. Tim designar “Mannens sovrum”, vilket han är mycket stolt över, det presenteras på Tool Time. |               |                                     |                 |                                     |                   |           |
| 115 | 15            | "Tanks for the Memories"            | Andy Cadiff     | Bruce Ferber och Lloyd Garver       | 30 januari 1996   | A392      |
| Tim och Jill tävlar mot varandra i bandvagnskörning, och Jill vinner. Tim gratulerar inte Jill eftersom detta förödmjukat honom, och under tiden lider pojkarna hos Al innan de ser Tool Time-spelet. Notering: Avsnittet producerades I slutet av föregående säsong, och blev först att visas i syndikering. Det visades i syndikering innan det kom upp på bästa sändningstid. |               |                                     |                 |                                     |                   |           |
| 116 | 16            | "The Vasectomy One"                 | Andy Cadiff     | Rosalind Moore och Howard J. Morris | 6 februari 1996   | A541      |
| Jill ber Tim att sterilisera sig, då de är överens om att familjen är fullbordad. Tim retas av sina vänner i järnaffären och blir ännu mer tveksam att genomföra detta, innan Harry diskret säger att han genomgått en själv. Under tiden har Randy utsetts till “bästa häcken” av flickorna i skolan, medan Brad chockerats över att ha förlorat sin stämpel som “bästa ögonbryn” till unibrow (”turk-ögonbryn”). |               |                                     |                 |                                     |                   |           |
| 117 | 17            | "Fear of Flying"                    | Andy Cadiff     | Max Eisenberg                       | 13 februari 1996  | A542      |
| Mark vill ta flyglektioner, men tillåts inte av Jill. Jill tar pianolektioner, men gör inga framsteg alls. Detta medan Tim och Al kvaddar Buds bil. Gäster: Personalen på rymdskytteln STS-73. |               |                                     |                 |                                     |                   |           |
| 118 | 18            | "When Harry Kept Delores"           | Andy Cadiff     | Jon Vandergriff                     | 20 februari 1996  | A543      |
| Tim och Al presenterar countrysångaren Alan Jackson. Harrys fru Delores kommer till järnaffären, och Tims äktenskapsråd får dem att separera – och han måste få dem tillsammans igen, en tillfällig kostnad av hans personlighet. |               |                                     |                 |                                     |                   |           |
| 119 | 19            | "Eye on Tim"                        | Peter Bonerz    | Bruce Ferber och Lloyd Garver       | 27 februari 1996  | A544      |
| Efter ett inslag på Tool Time blir Jill arg när reportern gör närmanden på Tim. Jill får feber, och blir snart galen efter att ha druckit av Wilsons likör-botemedel. |               |                                     |                 |                                     |                   |           |
| 120 | 20            | "The Bud Bowl"                      | Andy Cadiff     | Ruth Bennett                        | 5 mars 1996       | A545      |
| När Tim och Jill går och bowlar med Bud och hans fru säger Tim åt Jill att förlora, för han är rädd att karriären går i kras (och han sänds till Pakistan) om de slår paret Bud. Brads flickvän Angela får ihop sin syster med Randy. |               |                                     |                 |                                     |                   |           |
| 121 | 21            | "Engine and a Haircut, Two Fights"  | Andrew Tsao     | Jon Vandergriff                     | 12 mars 1996      | A546      |
| Tim och Brad hamnar i bråk gällande Brads nya frisyr och Hotrod-motorn. Randy vill inte ha hjälp av Jill att repetera inför en audition till Romeo i skolpjäsen Romeo och Julia. |               |                                     |                 |                                     |                   |           |
| 122 | 22            | "The Longest Day"                   | Andy Cadiff     | Elliot Shoenman och Marley Sims     | 2 april 1996      | A547      |
| Efter en läkarundersökning upptäcker familjen att Randy kan ha allvarlig sköldkörtelcancer. |               |                                     |                 |                                     |                   |           |
| 123 | 23            | "Mr. Wilson's Opus"                 | Richard Compton | Bruce Ferber                        | 30 april 1996     | A548      |
| Wilson blir regissör till Randys skolpjäs när dramaläraren fått värkar inför barnafödsel, men det roliga försvinner när han tvingar dem att göra slumpmässiga övningar. När Tim senare visar honom den aluminiumuppsättning han byggt gillar inte Wilson detta och beordrar honom att bygga en ny, och snart hoppar Tim av. Jills föräldraskapsråd vänder sig mot henne. |               |                                     |                 |                                     |                   |           |
| 124 | 24            | "Shopping Around"                   | Andy Cadiff     | Rosalind Moore och Howard J. Morris | 7 maj 1996        | A549      |
| Efter att ha råkat skjuta Mr. Art i ändan med en spikpistol på Tool Time ser Tim och Jill honom dejta en annan kvinna än Tims mamma på en restaurang, men Art gör slut med henne och återgår till Lucille. |               |                                     |                 |                                     |                   |           |
| 125 | 25            | "Alarmed by Burglars"               | Geoffrey Nelson | Charlie Hauck                       | 14 maj 1996       | A550      |
| Då Wilson utsatts för inbrott skaffar Tim ett komplex larmsystem. Jill som blivit paranoid efter vad som drabbat Wilson ber Tim att skaffa det största larmsystemet han kan hitta, men det överkomplicerade systemet orsakar kaos i huset och övriga kvarteret. Brad hittar en möjlighet att fuska till ett viktigt prov, men utlöser larmet och fångas på bild när han försöker smyga ut en natt. Notering: Jonathan Taylor Thomas (Randy) frånvarande. |               |                                     |                 |                                     |                   |           |
| 126 | 26            | "Games, Flames and Automobiles"     | Peter Filsinger | Jennifer Celotta                    | 21 maj 1996       | A551      |
| Medan Tool Time är på semester planerar Al att annonsera hans Tool Time-brädspel, sätter sina livsbesparingar på spel och planerar att fria till Ilene den kommande lördagen. Tim, Jill och Mark upptäcker dock ett fel som orsakar en brand i en defekt ledning, som Al inte märker. När personerna som byggt spelet vägrar att laga felet fixar istället Tim, Jill, Cal, Wilson och Heidi spelet och Al friar till Ilene. Notering: Jonathan Taylor Thomas (Randy) frånvarande. |               |                                     |                 |                                     |                   |           |

### Säsong 6 (1996–1997)
Tim Allen blev här en av programmets exekutiva producenter, och fortsatte i den rollen fram till seriens slut 1999.
| Nr i serien | Nr i säsongen | Titel                              | Regissör        | Manus                             | Originalvisning   | Prod. kod |
| --- | ------------- | ---------------------------------- | --------------- | --------------------------------- | ----------------- | --------- |
| 127 | 1             | "At Sea"                           | Andrew Tsao     | Bruce Ferber och Lloyd Garver     | 17 september 1996 | A553/601  |
| Jill ser Brad hångla med sin flickvän i sitt rum, fast han tror att de har sex, och när Jill frågar Tim om han kan ha ett samtal man mot man vill han inte. Tool Time beger sig till havet för en annan direktsändningsplats, vilken är hangarfartyget USS Constellation (CV-64), som en del av deras hyllning till motorer. |               |                                    |                 |                                   |                   |           |
| 128 | 2             | "Future Shock"                     | Peter Bonerz    | Elliot Shoenman och Marley Sims   | 24 september 1996 | A554/602  |
| Tim och Jill drömmer om sitt framtida liv, med Tims överväldigande och kontrollerande rutiner. I Jills dröm börjar Tim och hans rutiner att helt ta över Jill och förstöra hennes liv, vilket gör henne upprörd. Tims dröm får honom att inse att hans ständiga och tvångsmässiga rutiner leder till några hemska följder för honom: Al och Heidi säger upp sig, Wilson slutar att ge råd och Jill dör under ett soffbord. |               |                                    |                 |                                   |                   |           |
| 129 | 3             | "Workshop 'Til You Drop"           | Andrew Tsao     | Charlie Hauck                     | 1 oktober 1996    | A552/603  |
| När Bud skilt sig går Tim och Jill till en parterapi-session för att inte Buds öde ska drabba dem. Jill blir förargad när resten av gruppen, inklusive de andra kvinnorna, instämmer med Tim att Jill är alltför kritisk och krävande – tills hon inser att han har rätt. |               |                                    |                 |                                   |                   |           |
| 130 | 4             | "Burnin' Love"                     | Geoffrey Nelson | Jon Vandergriff                   | 8 oktober 1996    | A555/604  |
| Tim säger till Randy att satsa på Lauren som gillar bilar, men han får reda på att hon dejtar Brads vän Jason. Jill försöker bevisa för sina kollegor att hon kan laga mat till en viktig middag. |               |                                    |                 |                                   |                   |           |
| 131 | 5             | "Al's Video"                       | Andrew Tsao     | Ruth Bennett                      | 15 oktober 1996   | A557/605  |
| När Al är producent till en video utnämner han Tim till regissör, tills Tim blir för bossig. Jill skaffar en ny laptop. |               |                                    |                 |                                   |                   |           |
| 132 | 6             | "Whose Car is It Anyway?"          | Andrew Tsao     | Adam England                      | 22 oktober 1996   | A558/606  |
| Jill köper en Austin-Healey – utländsk sportbil – för ärvda pengar, förbjuder Tim att köra den och den får stå i garaget medan hon är borta. Han tjuvstartar och smyger ändå ut med den så diskret han kan, och ute på motorvägen i en bilkö tas en bild av honom som TV-kändis – vilken hamnar i lokaltidningen dagen efter. |               |                                    |                 |                                   |                   |           |
| 133 | 7             | "I Was a Teenage Taylor"           | Geoffrey Nelson | Eric Horsted                      | 29 oktober 1996   | A556/607  |
| Det är en kamp om Halloweenspratt: först skrämmer Tim Al, sedan skrämmer Brad och Randy Jill, och senare dyker en främmande man upp vid dörren som vill se källaren. Jill, Tim och Wilson säger till Brad och Randy att mannen – Clifford Warren – anklagades för att ha dödat sin bror för åratal sedan, men på grund av sina psykiska problem hamnade han på mentalsjukhus. Pojkarna anar lite grann att det är ett spratt, men Al gör senare bort sig och säger sanningen. Pojkarna erbjuder Al att hjälpa dem med ett eget spratt, men han tabbar sig även då. Tim, Jill och Mark skrämmer slutligen Brad och Randy på vinden – och Al och Wilson drar ett eget spratt för Taylors. |               |                                    |                 |                                   |                   |           |
| 134 | 8             | "Jill and Her Sisters"             | Andrew Tsao     | Laurie Gelman                     | 12 november 1996  | A559/608  |
| Jills vilda systrar Linda, Carrie och Tracie kommer på besök för att fira föräldrarnas 50-åriga bröllopsdag, men de börjar gräla så fort de kommer – och Jill blir trött över att vara medlare. Under tiden som de tre gästerna är i huset tältar Tim och pojkarna ute på bakgården, endast för sina planer på att sätta stopp för en otrohetsaffär som rör två av Jills systrar. |               |                                    |                 |                                   |                   |           |
| 135 | 9             | "The Tool Man Delivers"            | Peter Bonerz    | Charlie Hauck                     | 19 november 1996  | A561/609  |
| Heidi får värkar medan hon, Tim och Jill är på väg till utmärkelsen “Årets veteranbilsman”, men bensinen tar slut och de måste stanna på en mack. Med hjälp av Wilson på telefon, förlöser de Heidis barn på macken. |               |                                    |                 |                                   |                   |           |
| 136 | 10            | "The Wood, the Bad and the Hungry" | Geoffrey Nelson | Adam England                      | 26 november 1996  | A560/610  |
| Benny står inte med på inbjudningslistan hos Taylors Thanksgivingmiddag, men när Tim ska hämta Randy från matsalen han stått och serverat på över dagen ser de Benny komma dit. De misstänker att Benny har pengaproblem, och bjuder hem honom som hedersgäst på middagen. Det visar sig dock att han äter i matsalen bara för att det är gratis. |               |                                    |                 |                                   |                   |           |
| 137 | 11            | "Workin' Man Blues"                | Peter Bonerz    | Bruce Ferber och Lloyd Garver     | 10 december 1996  | A562/611  |
| Brad får en deltidstjänst i en sportbutik, vilket snart blir hans högsta prioritering, och skippar Högskoleprovet (PSAT). |               |                                    |                 |                                   |                   |           |
| 138 | 12            | "No Place Like Home"               | Peter Filsinger | Elliot Shoenman & Marley Sims     | 17 december 1996  | A563/612  |
| Tims bröder hjälper sin mamma Lucille med utflyttningen från deras barndomshem, men Tim blir skeptisk till övertagarnas renoveringsplaner. Lucille säger dock till sina söner att de får ta allt de anser är viktigt för dem. Notering: Thom Sharps första medverkande som Jeff Taylor. |               |                                    |                 |                                   |                   |           |
| 139 | 13            | "The Flirting Game"                | Peter Filsinger | Laurie Gelman                     | 7 januari 1997    | A564/613  |
| Jill undrar om hon kan få en anställning genom att flirta med en möjlig chef, efter att Tim köpt en låda rengöringsmedel av en flirtande kvinnlig försäljare. Jill kommer undan en fortkörningsbot genom att med flirta med en manlig konstapel, och på slutet får också Tim försöka detta med en kvinnlig. |               |                                    |                 |                                   |                   |           |
| 140 | 14            | "The Karate Kid Returns"           | Geoffrey Nelson | Jon Vandergriff                   | 14 januari 1997   | A564/614  |
| Karate-studenten Mark ingriper framgångsrikt när en översittare anfaller Randy, det leder till en dispyt mellan Tim och Jill och mellan Randy och Lauren. Wilsons kusiner, som är The Beach Boys, besöker honom men bara för att avslöja förbittring mellan dem och Wilson eftersom gruppen aldrig använt någon av Wilsons låtidéer. |               |                                    |                 |                                   |                   |           |
| 141 | 15            | "Totally Tool Time"                | Peter Bonerz    | Jon Vandergriff                   | 28 januari 1997   | A565/615  |
| En spänd Tim bekymrar Tool Time-teamet då studiopubliken inkluderar två svenska köpare som funderar på att få med programmet på den europeiska marknaden. Detta sker under veckan då Tool Time har sin ”Hyllning till män”, och Tim designar bland annat ”Mannens gym”. De lyckas åtminstone se till att en svensk dubbningsversion produceras. Gästskådespelare: Drew Carey som Seymour "Sy" Winterfleffin |               |                                    |                 |                                   |                   |           |
| 142 | 16            | "A Funny Valentine"                | Peter Bonerz    | Charlie Hauck                     | 11 februari 1997  | A566/616  |
| En sångerska antyder att hennes relation med Tims far mer än flyktig. Tim glömmer var han gömt Jills Alla hjärtans dag-present, och Brad och Randy kämpar med att hitta presenter till sina flickvänner. Gästskådespelare: Anne Francis som Liddy Talbot, och Janeane Garofalo som Tina |               |                                    |                 |                                   |                   |           |
| 143 | 17            | "Wilson's World"                   | Andrew Tsao     | Jennifer Celotta                  | 18 februari 1997  | A568/617  |
| Efter att en kritiker förklarat Wilson som verklighetsfrämmande bestämmer Wilson sig för att vara mer som andra, mer som Tim. Tim och Al tävlar i en matlagningstävling. |               |                                    |                 |                                   |                   |           |
| 144 | 18            | "Something Old, Someone Blue"      | John Pasquin    | Elliot Shoenman och Marley Sims   | 25 februari 1997  | A568/618  |
| Al avslöjar en hemlighet för Tim och killarna innan sitt bröllop med Ilene. Han inte är säker på att det är rätt att gifta sig med henne. Jill försöker lugna honom genom att säga hur hon blev släpad in i sitt bröllop, vilket kränker Tim. Ilene avslöjar snart att hon känner precis samma som Al, vilket sätter bröllopet i fara. Notering: Sista framträdandet för Ilene Markham (Sherry Hursey) |               |                                    |                 |                                   |                   |           |
| 145 | 19            | "Communication Breakdown"          | Geoffrey Nelson | Eric Horsted                      | 11 mars 1997      | A569/619  |
| Pojkarna pratar i telefon alldeles för mycket, så Tim övertygar Jill att låta Harrys son Dennis (David DeLouise) installera en till telefonlinje i huset. Dessvärre blir Dennis frånvarande i flera timmar på grund av ett annat ärende, och då försöker Tim själv göra färdig installationen. Han skadar inte bara huset utan även Harrys och Dennis relation. |               |                                    |                 |                                   |                   |           |
| 146 | 20            | "My Son, the Driver"               | Andrew Tsao     | Laurie Gelman                     | 1 april 1997      | A570/620  |
| Jill har rätt instinkt då hon förutser att något hemskt ska hända Brad under hans första kväll med körkort – men det är allvarligare än vad Brad efteråt medger. Racing-familjen Unser besöker Tool Time. |               |                                    |                 |                                   |                   |           |
| 147 | 21            | "Insult to Injury"                 | Geoffrey Nelson | Eric Horsted                      | 15 april 1997     | A571/621  |
| Tim vrider sin axel ur led på Tool Time, och lämnar sedermera sjukhuset för att hinna till nästa Tool Time-sändning som kan slå Bob Vilas rekord i framträdanden i ett verktygsprogram. Tim saknar möjlighet att ta Mark till en flyguppvisning på grund av sin axelskada, och ordnar så att istället en av piloterna får ta med Mark. |               |                                    |                 |                                   |                   |           |
| 148 | 22            | "Family Unties"                    | Geoffrey Nelson | Ruth Bennett                      | 29 april 1997     | A572/622  |
| Familjen Taylor far till en utställning i Cleveland för en direktsändning med Tool Time, där Tim ställer till med ett flertal incidenter. Under tiden ser Jill fram emot att tillbringa lite kvalitetstid ute i staden med pojkarna, men de verkar inte vara intresserade av detta, och hon inser också hur fort pojkarna växer. |               |                                    |                 |                                   |                   |           |
| 149 | 23            | "The Feminine Mistake"             | Peter Bonerz    | Laurie Gelman                     | 6 maj 1997        | A573/623  |
| Tool Time får klartecken att skapa en 3D-specialeffektsvisning med upp-i-ansiktet-upptåg från Tim, Al och Heidi. När Jill upptäcker att Brads flickvän tillgodoser hans behov insisterar hon på att Tim blir ett föredöme för pojkarna genom att agera mer som en jämbördig partner. |               |                                    |                 |                                   |                   |           |
| 150 | 24            | "Taps"                             | Peter Bonerz    | Bruce Ferber och Lloyd Garver     | 13 maj 1997       | A574/624  |
| Jills pappa dör, och hon måste leva med skulden av att hon ljög om att vara sjuk förra helgen så han inte skulle komma på besök. Tim har att ta itu med de olika sätten för pojkarna att hantera förlusten, nämligen Randys tendens att skämta om den. |               |                                    |                 |                                   |                   |           |
| 151 | 25            | "The Kiss and the Kiss Off"        | Peter Bonerz    | Jennifer Celotta och Adam England | 20 maj 1997       | A56/625   |
| Tool Times före detta verktygsflicka Lisa (Pamela Anderson), som blev ambulanssjukvårdare, återkommer. Tim, som är lika glad som de andra över att se henne igen, erbjuder henne att temporärt medverka som sin gamla roll i programmet – utan att rådgöra med Heidi, vilket leder till att hon slutar, tills hon förstått saken rätt. Randy vågar slutligen bjuda ut Lauren på deras första offentliga dejt, men gör bort sig innan han ser Wilson på restaurangen och får några goda råd. |               |                                    |                 |                                   |                   |           |

### Säsong 7 (1997–1998)
| Nr i serien | Nr i säsongen | Titel                                    | Regissör        | Manus                             | Originalvisning   | Prod. kod |
| --- | ------------- | ---------------------------------------- | --------------- | --------------------------------- | ----------------- | --------- |
| 152 | 1             | "Quest for Fire"                         | Andrew Tsao     | Bruce Ferber och Lloyd Garver     | 23 september 1997 | A56/701   |
| Familjen Taylor reser till en semesterort vid Lake Michigan där Tim försöker ge Tool Time-mottot ”mer kraft” till BBQ-konceptet, samtidigt som Randy umgås med Lauren och Brad sörjer efter att Angela gjort slut. Tim överväger att på allvar sluta med Tool Time och flytta till detta område, men Jill tror att han upplever en medelålderskris. |               |                                          |                 |                                   |                   |           |
| 153 | 2             | "Clash of the Taylors"                   | Andrew Tsao     | Jennifer Celotta och Adam England | 30 september 1997 | A56/702   |
| När Randy ska skriva en miljöartikel till skoltidningen finner han att Binford är en av Detroits tio mest förorenande företag, och efter en konfrontation med Bud om företagets miljöpolitik blir han ovän med Tim och artikeln orsakar en debatt på Tool Time. Jill får en praktikplats på familjerådgivning. |               |                                          |                 |                                   |                   |           |
| 154 | 3             | "Room at the Top"                        | Geoffrey Nelson | Elliot Shoenman och Marley Sims   | 7 oktober 1997    | A56/703   |
| Familjen gör Jill tokig då hon har svårt att få sina studiearbeten gjorda, och beslutar sig för att låta Tim bygga ett eget rum till henne. Det flyter dock inte på så smidigt, fast när hon besöker en psykolog som en del av utbildningen slutar det med att hon ändrar uppfattning och låter Tim gå vidare med bygget. |               |                                          |                 |                                   |                   |           |
| 155 | 4             | "Pump You Up"                            | Peter Bonerz    | Jon Vandergriff                   | 14 oktober 1997   | A56/704   |
| Efter att Brad fått ett fotbollsstipendium pressar Tim honom för hårt, och vid en uttagsmatch blir han sparkad ur laget. Randy och Lauren vill gå ut på en andra träff, men är inte särskilt sugna på en dubbeldejt med ett par vänner, så Jill räddar dagen för dem genom att följa med. K&B-byggkarlarna medverkar på Tool Time, och Mark blir ytterligare rebell genom att enbart klä sig i svart/mörkt och färga naglarna. Gästskådespelare: Cory Everson |               |                                          |                 |                                   |                   |           |
| 156 | 5             | "A Night to Dismember"                   | Geoffrey Nelson | Eric Horsted                      | 28 oktober 1997   | A56/705   |
| Det är Halloween i huset, och Jill är bekymrad över att Mark kommer tillbringa natten ensam med Ronnie. Hon ber Brad och Randy att ta med Ronnie till festen de ska på, men de vägrar. Mark säger till sina föräldrar att han och Ronnie går i filmskola, och de ska göra en skräckfilm. Mark ber sin familj att vara med i den, vilket de accepterar. När de börjat tror inte Tim och Jill att den blir bra, eftersom den inte blivit läskig ännu, men när de senare hittar videoinspelningen bestämmer de sig för att se på den snutt som gjorts dittills. Den handlar om sonen Clark som blir ignorerad av sina familjemedlemmar Jim, Lil, Chad och Andy. Han träffar den galna forskaren Dr. Wilsonstein, ger familjen ett gift som förvandlar dem till missfoster och därefter bestämmer sig Clark för att döda dem. Detta gör Jill orolig som tror att Mark verkligen tycker att de ignorerat honom, och att han känner för att döda dem. När de börjar med nästa scen tänker Clark hugga av halsen på sin far, Mark håller i en riktig kniv. Jill får nog, och det är dags för ett samtal med Mark. Notering: Als namn (Algore) i Marks film baserar på den fiktiva skräckfiguren Igor och dåtidens amerikanske vicepresident Al Gore. |               |                                          |                 |                                   |                   |           |
| 157 | 6             | "The Niece"                              | Peter Bonerz    | Charlie Hauck                     | 4 november 1997   | A56/706   |
| Wilsons syskonbarn Willow kommer på besök till hans födelsedag, och bestämmer sig för att stanna. Tim blir otålig för att Wilson inte längre har någon tid över för honom. |               |                                          |                 |                                   |                   |           |
| 158 | 7             | "Jill's Passion"                         | Peter Bonerz    | Elliot Shoenman och Marley Sims   | 11 november 1997  | A56/707   |
| Tim och Al lånar Wilsons garage till Tool Time för en uppvisning om att göra ett rum i ett garage. Jill träffar en man vid namn Ian (Tom Wopat) på gymmet, som visar sig älska klassisk musik lika mycket som hon. Följande natt drömmer hon att hon kysser honom, nästa dag slutar hon berätta för sin väninna Patty och i skyldighetskänsla berättar Jill om drömmen för Tim. |               |                                          |                 |                                   |                   |           |
| 159 | 8             | "Losing My Religion"                     | Andrew Tsao     | Bruce Ferber och Lloyd Garver     | 18 november 1997  | A56/708   |
| Tim lyckas ha sönder en värdefull del av kyrklig utrustning under ”Skåpveckan” på Tool Time. Efter volontärarbete på ett klosterhärbärge börjar Randy att ifrågasätta sin religion, och blir chockad när hans tålamod tar slut. Dan Aykroyd medverkar som Fader Mike Weber, Aykroyds figur i sitcomserien Soul Man. |               |                                          |                 |                                   |                   |           |
| 160 | 9             | "Thanksgiving"                           | Peter Bonerz    | Eric Horsted                      | 25 november 1997  | A56/709   |
| Tim och familjen tillbringar Thanksgiving på arenan Pontiac Silverdome när Detroit Lions har hemmamatch, och ser den från en lyxhytt. När Tim bjuds med på en rundtur lyckas han slå ut elen, som släcker ner arenan. Jill och pojkarna får då klara sig själva i hytten med en Hollywood-producent, men blir glada när Rodney Dangerfield droppar in. |               |                                          |                 |                                   |                   |           |
| 161 | 10            | "The Dating Game"                        | Geoffrey Nelson | Laurie Gelman                     | 9 december 1997   | A56/710   |
| Al får reda på att Ilene förlovat sig, och han börjar därefter hänga för mycket i Taylors hus. För att hjälpa honom tar Tim med honom till en klubb, där de båda träffar några kvinnor. |               |                                          |                 |                                   |                   |           |
| 162 | 11            | "Bright Christmas"                       | Peter Bonerz    | Jon Vandergriff                   | 16 december 1997  | A56/711   |
| Nya regler gäller för den årliga julpyntningstävlingen, och Tim får jobba hårdare för att ge sin utställning “mer kraft”. Jill upprörs över att hennes mamma börjat dejta, så snart efter pappans död. |               |                                          |                 |                                   |                   |           |
| 163 | 12            | "The Old College Try"                    | Albert Alarr    | Jennifer Celotta och Adam England | 6 januari 1998    | A56/712   |
| Tim börjar tro att hans gamla vänner är tråkiga när han har fått möjlighet att undervisa på en lokal högskola om reservdelar, så han börjar umgås med personer från klassen (som är hälften så gamla som han själv). |               |                                          |                 |                                   |                   |           |
| 164 | 13            | "An Older Woman"                         | Peter Bonerz    | Charlie Hauck                     | 20 januari 1998   | A56/713   |
| Brad träffar Samantha Hayes (Maggie Lawson), som är i högskoleålder, och de inleder ett intimt förhållande med varandra som hastigt utvecklas till att de förlovar sig. Tim och Jill försöker tala klarspråk med honom, om att han är alldeles för ung för giftermål och att saken är förhastad. Dessutom hånar Mark och Randy honom om hur mycket äldre Samantha är. |               |                                          |                 |                                   |                   |           |
| 165 | 14            | "Tim 'The Landlord' Taylor"              | Peter Filsinger | Eric Horsted                      | 3 februari 1998   | A56/714   |
| Brad och Randy sysselsätter varandra med att tuppfäktas om en tröja de båda vill ha, medan Al blir en mardrömshyresgäst för Tim och Jill i ett hus de hyrt till honom. |               |                                          |                 |                                   |                   |           |
| 166 | 15            | "Say Goodnight, Gracie"                  | Andrew Tsao     | Laurie Gelman                     | 10 februari 1998  | A56/715   |
| Tim börjar önska sig fler barn i samband med att Marty lejt honom som barnvakt till en av tvillingdöttrarna. Efter en diskussion med Jill om hans sterilisering (i femte säsongen), och några väl valda ord från Wilson, känner han bäst i att återlämna tvillingarna när han fått leka med dem ett tag. Mark klär sig fortfarande i svart, men i detta avsnitt med ett extra inslag av läppstift. |               |                                          |                 |                                   |                   |           |
| 167 | 16            | "What a Drag"                            | Geoffrey Nelson | Elliot Shoenman och Marley Sims   | 24 februari 1998  | A56/716   |
| Tool Time visar tittarna om förberedelse inför vinterstorm, hemma hos Taylors, och när Tim faller genom lusthuset finner han en liten påse marijuana fasttejpad under gungan. Tim och Jill börjar vaka över sin bakgård från Wilsons för att hitta den skyldige, som visar sig vara Brad, och tas på bar gärning. Efter detta medger Jill att även hon var haschrökare som ung, och markerar för Randy och Mark om Brads handlande och straff. |               |                                          |                 |                                   |                   |           |
| 168 | 17            | "Taking Jill for Granite"                | Peter Bonerz    | Laurie Gelman                     | 3 mars 1998       | A56/717   |
| Familjen Taylor omdanar sitt kök, men en överraskning väntar när Tim och Jill får reda på att inredaren är mannen som Jill nyligen hade en romantisk dröm om. |               |                                          |                 |                                   |                   |           |
| 169 | 18            | "Futile Attraction"                      | Peter Bonerz    | David Maples                      | 10 mars 1998      | A56/718   |
| Tim misstänker en intim affär mellan Heidi och Al, när han fått reda på att Heidi separerat med sin man, och han försöker ta reda på exakt hur stor affär de har. Veckans fokus på Tool Time är golf, och Tim sätter in en ”mer kraft”-specialeffekt till sin sving på monitorn som mäter upp slaglängd, till han ska tävla mot Al och proffsgolfaren Payne Stewart som gästar. Jill har blivit förkyld. |               |                                          |                 |                                   |                   |           |
| 170 | 19            | "Desperately Seeking Willow"             | Peter Bonerz    | Jennifer Fisher                   | 17 mars 1998      | A56/719   |
| När Wilson farit utanför staden får Willow bo hos Taylors, men en natt kommer hon inte hem från en klubb då Jill fruktar det värsta och skickar hela familjen till att leta efter henne. Tool Time firar Saint Patrick’s Day med karlarna från K&B Construction. |               |                                          |                 |                                   |                   |           |
| 171 | 20            | "The Write Stuff"                        | Peter Bonerz    | Jennifer Celotta och Adam England | 31 mars 1998      | A56/720   |
| Tim lyckas kasta sig ut genom ett fönster på Tool Time under ett renoveringsarbete som sänds. Jill försöker få Tims hjälp med att förbereda en skatterevision. Brad och Randy blir rivaler när Brads oseriösa tabloidartikel tar rampljuset från Randys vetenskapsartikel. |               |                                          |                 |                                   |                   |           |
| 172 | 21            | "The Son Also Mooches"                   | Peter Filsinger | Eric Horsted                      | 21 april 1998     | A56/721   |
| Det är Jills tur att gruva sig gällande behov av glasögon då hon kommit upp I medelåldern. Tim gruvar sig över att hans mamma förlorar pengar på hans bror Jeffs UPS-liknande bedrift. |               |                                          |                 |                                   |                   |           |
| 173 | 22            | "Believe It or Not"                      | Geoffrey Nelson | Jon Vandergriff                   | 28 april 1998     | A56/722   |
| Tool Time besöks av Detroit Pistons-stjärnan Grant Hill på “Männens bekvämlighetsvecka”. Wilson upprör sig över Tim som berättar för alla om Wilsons möte med en utomjording, något som Wilson önskat vara en sak mellan enbart honom och Tim. |               |                                          |                 |                                   |                   |           |
| 174 | 23            | "Rebel Without Night Driving Privileges" | Andrew Tsao     | Jennifer Fisher                   | 5 maj 1998        | A56/723   |
| Randy känner sig eftersatt när hans körkortsprov skiljer sig från de Brad fick. På Tool Time har Judys råtta sönder kablar i svåråtkomliga ytor, och biter Tim i näsan. Judy bekänner sig därefter för att vara den riktiga Judys syster Trudy McHale (Megan Cavanagh), och har personifierat hennes syster för att få träffa Al. |               |                                          |                 |                                   |                   |           |
| 175 | 24            | "Tool-Thousand-One a Space Odyssey"      | Peter Bonerz    | Bruce Ferber & Lloyd Garver       | 12 maj 1998       | A56/724   |
| Tool Time besöks av astronauterna Ken Bowersox och Steve Hawley som meddelar att ett Binford-verktyg kommer användas på deras nästa transferuppdrag. Vem som får använda verktyget i rymden står mellan Tim och Al. Nere på jorden försöker Mark imponera på en tjej genom att göra en dramatisk stilförändring. |               |                                          |                 |                                   |                   |           |
| 176 | 25            | "From Top to Bottom"                     | Peter Filsinger | Charlie Hauck                     | 19 maj 1998       | A56/725   |
| På Tool Time gör sig Tim redo att välja de slutgiltiga färgerna på Hotroden, vilket leder till att Hotrodens slutförande försenas. När Jill uppmanas att delta i pratshowen ”Kvinnor på topp” lämnar hon kommentarer som får Tim att se dum ut. |               |                                          |                 |                                   |                   |           |

### Säsong 8 (1998–1999)
Från och med avsnittet "All in the Family" är inte Jonathan Taylor Thomas (Randy Taylor) längre med bland huvudrollerna, och medverkade därefter enbart som gästskådespelare i julavsnittet "Home For Holidays".
| Nr i serien | Nr i säsongen | Titel                               | Regissör            | Manus                                      | Originalvisning   | Prod. kod |
| --- | ------------- | ----------------------------------- | ------------------- | ------------------------------------------ | ----------------- | --------- |
| 177 | 1             | "Whitewater"                        | Geoffrey Nelson     | Bruce Ferber och Lloyd Garver              | 22 september 1998 | A56/801   |
| Tim fyller år och Jill överraskar honom genom att Wilson, Al och Heidi tar med honom på en äventyrsresa med forsränning i Kernville, Kalifornien – vilket dock går emot Tims väl genomtänkta planer att titta på ett NASCAR-lopp i Indianapolis, med VIP-biljetter. Under tiden argumenterar Mark (som övergett den svarta kulturen) och Brad om Tims nya massagefåtölj och råkar spilla läsk på den. Fläcken blir svår att tvätta bort. |               |                                     |                     |                                            |                   |           |
| 178 | 2             | "Adios"                             | Geoffrey Nelson     | Jon Vandergriff                            | 29 september 1998 | A56/802   |
| Familjen Taylor måste säga adjö till Randy som oväntat har godkänts för en årslång studieresa till Costa Rica. Tool Time håller en audition till en grupp att skriva låttext till Tool Times temamusik. |               |                                     |                     |                                            |                   |           |
| 179 | 3             | "All in the Family"                 | Geoffrey Nelson     | Elliot Shoenman och Marley Sims            | 6 oktober 1998    | A56/803   |
| Jills syster och Tims bror blir lite för närgångna, vilket avbryter Tim och Jills planer på att ägna lite tid åt mys med varandra. Notering: Zachery Ty Bryan (Brad) och Taran Noah Smith (Mark) frånvarande. |               |                                     |                     |                                            |                   |           |
| 180 | 4             | "Taylor Got Game"                   | Geoffrey Nelson     | Jonathan Pollack                           | 13 oktober 1998   | A56/804   |
| Medan Brad gruvar sig för sitt inträdesprov har Wilson besök av en vän som äger ett fotbollslag, som säger till Tim att Brad är tillräckligt bra att spela på professionell nivå – vilket även Brad instämmer i. Notering: Taran Noah Smith (Mark) frånvarande. |               |                                     |                     |                                            |                   |           |
| 181 | 5             | "Al's Fair Lady"                    | Geoffrey Nelson     | Tracy Gamble                               | 20 oktober 1998   | A56/805   |
| Tool Time-gänget tar programmet ut på vägen i sin nya kommunikationsutrustade van. Tim och Jill presenteras för Als nya stenrika flickvän, och Tim kan inte förstå vad som är fel med att Al accepterar en mycket extravagant present från henne – som en bil. Notering: Taran Noah Smith (Mark) frånvarande. |               |                                     |                     |                                            |                   |           |
| 182 | 6             | "Bewitched"                         | Geoffrey Nelson     | Jennifer Celotta och Adam England          | 27 oktober 1998   | A56/806   |
| Taylors traditionella Halloween-upptåg fortsätter när Jill överraskar Tim fullständigt, med Wilsons påhittade försvinnande och död. |               |                                     |                     |                                            |                   |           |
| 183 | 7             | "Not-So-Great Scott"                | Peter Bonerz        | Laurie Gelman                              | 3 november 1998   | A56/807   |
| Jill säger till Tim att hon tror en av hennes patienter träffar Heidis make Scott (Mark Dobies). Tim läcker oavsiktligt denna lilla konfidentiella nyhet till Heidi. |               |                                     |                     |                                            |                   |           |
| 184 | 8             | "Tim's First Car"                   | Peter Bonerz        | Kim Flagg och David Maples                 | 10 november 1998  | A56/808   |
| Jill bestämmer sig för att hitta en exakt kopia till Tim av hans första bil, när den ordinarie skrotats. Mark hjälper Brad med att söka till högskolor, genom att göra en video för honom att skicka ut till föreslagna skolor. |               |                                     |                     |                                            |                   |           |
| 185 | 9             | "Mr. Likeable"                      | Peter Bonerz        | Adam England                               | 17 november 1998  | A56/809   |
| Al får en filmroll i TV med Morgan Fairchild, och Tim har problem med att övertyga alla att han är glad för Al som slog Tim i TV-popularitetsbetyg i området. Mark tycker att en tjejs snyftande åt honom gör henne mer lik honom på grund av Brads råd. |               |                                     |                     |                                            |                   |           |
| 186 | 10            | "Thanks, but No Thanks"             | Peter Bonerz        | Jonathan Pollack                           | 24 november 1998  | A56/81    |
| Tim låter sin bror Marty med sina sexåriga tvillingdöttrar få bo hos Taylors, efter att han upptäckt att Marty bor i järnaffären efter att ha separerat från sin hustru. Notering: Den enda gången i serien som Wilsons stora källare visas. |               |                                     |                     |                                            |                   |           |
| 187 | 11            | "Home for the Holidays"             | Peter Bonerz        | Jonathan Pollack                           | 8 december 1998   | A56/811   |
| När Randy oväntat återvänder hem från Costa Rica över jul, och upptäcker alla förändringar under sin frånvaro, känner han sig ovälkommen. Tim upptäcker att hans största rival i kvarterets årliga julpyntningstävling denna gång är Al, som fastnar på taket med Trudy efter vinsten. |               |                                     |                     |                                            |                   |           |
| 188 | 12            | "Ploys for Tots"                    | Peter Bonerz        | Laurie Gelman                              | 15 december 1998  | A56/812   |
| Tim och Jill erbjuder Marty föräldraskapstips när hans ena tvillingdotter blir arg när hon inte får sin vilja fram. |               |                                     |                     |                                            |                   |           |
| 189 | 13            | "Chop Shop 'Til You Drop"           | Shawn Shea          | David Maples                               | 5 januari 1999    | A56/813   |
| Tim och Jill köper en bil till Brad, som fixas på Tool Time där Al spiller lite boysenbärsgelé på grenröret. När den blir stulen och plockas isär för reservdelar går Tim och Al under täckmantel för att fånga tjuvarna – genom att hitta geléfläcken. |               |                                     |                     |                                            |                   |           |
| 190 | 14            | "Home Alone"                        | Geoffrey Nelson     | Jennifer Celotta och Adam England          | 19 januari 1999   | A56/814   |
| Tim distraheras av drömmar om ära och berömmelse när han tillbringar en vecka i ensamhet för att skriva en bok till Binford, vilket gör att tiden rinner iväg för honom. Gäster: Oprah Winfrey, Jay Leno och Leeza Gibbons (som alla tillerkändes “Särskilt tack”). |               |                                     |                     |                                            |                   |           |
| 191 | 15            | "Knee Deep"                         | Peter Filsinger     | Jonathan Pollack                           | 2 februari 1999   | A56/815   |
| Brad skyller på Tim då hans fotbollskarriär kan vara över, efter att ha snubblat på en hoprullad matta under en Tool Time-sändning i huset och skadat sitt knä. Tim vinner titeln ”Årets bilkille” på en ostbankett. Magikerna Penn & Teller medverkar på Tool Time. |               |                                     |                     |                                            |                   |           |
| 192 | 16            | "Mark's Big Break"                  | Geoffrey Nelson     | Tracy Gamble                               | 9 februari 1999   | A56/816   |
| Tim ger Mark uppdraget att filma en video till firandet av Hotrodens färdigställning, men Tim blir missnöjd med resultatet. Istället regisserar Mark ett musik- och dansnummer där Tim, Jill, Al, Heidi, Wilson, Sparky och bodyshop-killen Eddie medverkar – som får titeln ”Greased Lightning” (”Oljelampan”), i en redigerad version av musikalen Grease.                                                                             |               |                                     |                     |                                            |                   |           |
| 193 | 17            | "Young at Heart"                    | Geoffrey Nelson     | Bruce Ferber och Lloyd Garver              | 16 februari 1999  | A56/817   |
| Tim och Jills planer för deras 19-åriga bröllopsdag går snett när Tim fångas på bild av en övervakningskamera (och böteslapp) tillsammans med den nya kvinnliga bilmekanikern Alex (Jenny McCarty), då han gör en opassande reflex (där han till synes tafsar på henne) under tvärnit vid ett rödljus. |               |                                     |                     |                                            |                   |           |
| 194 | 18            | "Love's Labor Lost" (Del 1)         | Peter Bonerz        | Elliot Shoenman och Marley Sims            | 23 februari 1999  | A56/818   |
| Familjens planerade skidresa till Boyne Mountain ställs in då Jill fått blödningar och behöver en akut hysterektomi, eftersom hon för flera år sedan inte hann med någon undersökning på grund av sitt fullspäckade schema. Tim hjälper henne att leva med saken, men han blir mycket orolig när komplikationer uppstår under operationen.                                                                                               |               |                                     |                     |                                            |                   |           |
| 195 | 19            | "Love's Labor Lost" (Del 2)         | Peter Bonerz        | Elliot Shoenman och Marley Sims            | 2 mars 1999       | A56/819   |
| Tim väntar på nyheter om Jills operation. Hon kommer bli bra igen, men hennes äggstockar har tagits bort vilket inte var tänkt i början. Jills mamma kommer och hjälper till med hennes omvårdnad. |               |                                     |                     |                                            |                   |           |
| 196 | 20            | "Neighbours"                        | Patricia Richardson | Drew Levin                                 | 16 mars 1999      | A56/820   |
| Tim och Wilsons vänskap sätts på prov när Wilson vinner 10 000 dollar på en Detroit Red Wings-match då Tim gav honom inträdet i födelsedagspresent, bestämmer sig för att bygga ett genomarbetat och viktorianskt växthus på sin bakgård som blockerar sikten för Taylors. Mark försöker uppvakta en tjej. Notering: Det enda avsnittet som Patricia Richardson regisserat, också ensam som kvinnlig regissör.                           |               |                                     |                     |                                            |                   |           |
| 197 | 21            | "A Hardware Habit to Break"         | Peter Bonerz        | Jon Vandergriff                            | 30 mars 1999      | A56/821   |
| När Harry meddelar att han tänker dra sig tillbaka till Arizona och sälja järnaffären ordnar Tim en insamlingsfest för butiken, men köper den själv till slut. När verksamheten dock går ner undrar han vad han gör för fel. Slutligen tar Marty och Jeff över butiken ifrån honom, och påminner om att han har ett TV-program att sköta. Under tiden försöker Brad resa till Florida på vårlovet.                                       |               |                                     |                     |                                            |                   |           |
| 198 | 22            | "Loose Lips and Freudian Slips"     | Tim Allen           | Kim Flagg                                  | 4 maj 1999        | A56/822   |
| Jills avhandling är inför kommittén. Under Marks studentfilmvisning ser Jills psykologiprofessor henne kritisera honom och hon är orolig att detta kommer påverka kommitténs beslut om avhandlingen. Notering: Det enda avsnittet som Tim Allen regisserat. |               |                                     |                     |                                            |                   |           |
| 199 | 23            | "Trouble-a-Bruin"                   | Andrew Tsao         | Tracy Gamble och David Maples              | 11 maj 1999       | A56/823   |
| Bud ser till att inga icke-Binfordprodukter får användas på Tool Time, och gör stora förändringar som stör Tim. Brad måste besluta om att börja spela fotboll tidigare än planerat efter sin knäskada, då han har möjlighet att spela för en tränare/scoutledare vid Los Angeles universitet. Jill är dock orolig att detta går emot Brads säkerhet.                                                                                     |               |                                     |                     |                                            |                   |           |
| 200 | 24            | "Dead Weight"                       | Geoffrey Nelson     | Jennifer Celotta                           | 18 maj 1999       | A56/824   |
| Tool Time fortsätter att vara en pärla, trots fortsatt överskott för namnet Binford, och den nya producenten Morgan Wandell försöker ge Tim tuffa utmaningar. Sakerna vänder snabbt till sorg när Al tar sin (fiktiva) mamma till en restaurang för att berätta att han tänker gifta sig med Trudy. Hans mamma får då en hjärtinfarkt och dör.                                                                                           |               |                                     |                     |                                            |                   |           |
| 201 | 25            | "The Long and Winding Road" (Del 1) | Andy Cadiff         | Laurie Gelman                              | 18 maj 1999       | A56/825   |
| Tool Times nya producent Morgan arrangerar en Jerry Springer-artad kamp på programmet. När Tim fått reda på att Bud lämnat programmet, samtidigt som Morgan inte inser hur programmet håller på att utvecklas, får Tim nog och säger upp sig vilket även Al och Heidi gör. Jills psykologiprofessor erbjuder henne ett bra jobb, i Indiana.                                                                                              |               |                                     |                     |                                            |                   |           |
| 202 | 26            | "The Long and Winding Road" (Del 2) | Jim Praytor         | Carmen Finestra och Billy Riback           | 25 maj 1999       | A56/826   |
| Under färden till Brads skola i Los Angeles pratar Tim och pojkarna om de goda minnen de haft tillsammans, med tillbakablickar till tidigare avsnitt. Notering: Kenny Rogers spelade in låten "We've Got It All", som gjordes exklusivt för detta avsnitt. |               |                                     |                     |                                            |                   |           |
| 203 | 27            | "The Long and Winding Road" (Del 3) | John Pasquin        | Bruce Ferber, Lloyd Garver och Marley Sims | 25 maj 1999       | A56/827   |
| Tim gör sitt sista program med Tool Time, med en mängd gäster, och en gravid Heidi som samlar enorma betyg. Morgan erbjuder Tim mer pengar och arbetet som verkställande producent för att han ska stanna kvar, men Tim avstår på grund av Jill som har andra tankar. Då de två värdarna Al och Trudy gifter sig på sin bakgård diskuterar de sina respektive möjligheter att välja om de vill stanna kvar.                              |               |                                     |                     |                                            |                   |           |
| 204 | 28            | "Backstage Pass"                    | Geoffrey Nelson     | Chris Carlisle och Billy Riback            | 25 maj 1999       | A56/828   |
| En tillbakablick över seriens åtta säsonger med intervjuer, tagningar och inspelning av slutscener – och Earl Hindman (Wilson) visar hela sitt ansikte. Notering: Det enda avsnittet som inte visas i den vanliga syndikeringscykeln, med "The Long and Winding Road" (del 3) allmänt ansett som det sista avsnittet, men detta avsnitt ingår emellertid på åttonde säsongens DVD-utgåva.                                                |               |                                     |                     |                                            |                   |           |